# Lucius Cornelius Sulla
Lucius Cornelius Sulla (ca. 138 v.Chr. – 78 v.Chr.), later Lucius Cornelius Sulla Felix genoemd, was een Romeins politicus, veldheer en dictator ten tijde van de Late Romeinse Republiek. Hij was de eerste Romeinse dictator wiens ambtstermijn niet was beperkt. Veel van zijn hervormingen zouden mee de basis vormen voor het latere principaat.
Ondanks zijn relatief late start in het politieke leven zou hij erin slagen twee consulaten te bekleden. Als dictator legibus scribundis et rei publicae constituendae ("dictator om wetten te schrijven en de republiek in orde te brengen") veranderde hij de Romeinse maatschappij ingrijpend. Zijn belangrijkste maatregelen waren zijn mars op Rome, zijn proscripties en het belonen van zijn veterani met land. Verder breidde hij het ledenaantal van de senaat uit, bepaalde hij minimumleeftijden voor de cursus honorum, perkte hij de macht van de tribuni plebis in en legde hij de automatische prorogatio vast van het imperium van consules en praetores.

## Leven

### Geboorte en jeugd (ca. 138-107 v.Chr.)
Lucius Cornelius Sulla werd rond 138 v.Chr. geboren in de patricische gens Cornelia. In tegenstelling tot de (politiek) succesvolle takken van de Cornelii Scipiones en Lentuli was sinds het bekleden van een tweede consulaat door Publius Cornelius Rufinus in 277 v.Chr. door niemand meer uit deze tak van de gens Cornelia, waartoe Sulla behoorde, het hoogste staatsambt bereikt. Rufinus' zoon, die als eerste het cognomen Sulla zou hebben gevoerd, was flamen Dialis (priester van Jupiter), wat een politieke en militaire carrière uitsloot. Sulla's grootvader was praetor in 186 v.Chr., terwijl het omstreden is, of ook zijn vader, Lucius Cornelius, praetor was.
Sulla groeide samen met zijn broer Servius Cornelius en een zuster op. Daar zijn moeder reeds vroeg stierf, werden Sulla en zijn broer en zus toevertrouwd aan de zorg van een min. Zijn vader ging een nieuw huwelijk aan met een welgestelde vrouw. Van hem weet men slechts dat hij Sulla zo weinig naliet, dat deze als jongeman in een huurhuis met vrijgelaten slaven leefde. Sulla wijdde zich in zijn jeugd met veel ijver aan de wetenschappen, die hij ook nog op latere leeftijd liefhad. Hij legde zich vooral toe op de Griekse taal- en letterkunde. Als vijftienjarige ontving Sulla de toga virilis.
Als kind en jongeman was Sulla als tijdgenoot getuige van de Gracchische hervormingen, die zijn latere politieke doelstellingen in grote mate zouden bepalen. Aanleiding voor deze hervormingen waren de veranderingen, die zich met de nieuwe agrarische productiemethode en de toe-eigening van staatsland – de zogenaamde ager publicus – hadden voltrokken. De ager publicus was door de vele veroveringen enorm toegenomen. Ieder Romeins burger was gerechtigd om land in bezit te nemen, wanneer hij een kleine gebruiksvergoeding betaalde. De kleine boeren werden daarom door de grootgrondbezitters, die zich meer land konden toe-eigenen, verdrongen. De beide Gracchen, Tiberius en Gaius Sempronius Gracchus, trachten tegen de wil van de senaat een agrarische hervorming door te voeren om aan de kleine boeren weer meer land te verschaffen. Een familie zou niet meer dan 1.000 iugera land mogen bezitten. De tribunus plebis Tiberius Gracchus legde zijn lex agraria niet eerst aan de senaat voor (hij was hier ook niet toe verplicht), maar bracht het meteen ter stemming in de volksvergadering. Het kwam nu tot een breuk met de politieke gebruiken en zeden, want Tiberius liet zijn collega-tribunus plebis, Marcus Octavius, die tegen deze wet een intercessio inriep, afzetten. Om de nieuwe boeren van een startkapitaal te voorzien, stelde Tiberius voor om de aan de Romeinen vermaakte erfenis van koning Attalus III van Pergamon te gebruiken, wat opnieuw inging tegen de politieke gebruiken en zeden en een aantasting van de financiële soevereiniteit van de senaat betekende. Toen Tiberius zich tegen de Romeinse traditie in ook voor het volgende jaar kandidaat stelde als tribunus plebis, kwam het op de dag van de verkiezingen tot rellen. Tiberius Gracchus en zijn aanhangers werden vermoord, de lijken in de Tiber geworpen.
Toen Gaius Sempronius Gracchus enkele jaren later de hervormingsplannen van zijn broer weer opnam, vaardigde de senaat een senatus consultum ultimum uit. Voor het eerst in de geschiedenis van Rome werd er militair opgetreden tegen de eigen burgers. Gaius vluchtte en liet zich, toen hij inzag dat hij zich in een uitzichtloze situatie bevond, door een slaaf doden.
Er vormden zich nu twee politieke facties, de optimates, die zich voor de belangen van de conservatieve nobilitas, meestal van patricische adel, inzetten en vooral een versterking van de macht van de senaat in de machtsstrijd van de Romeinse instellingen nastreefden, en de populares, die de belangen van het volk behartigden. Met de gebeurtenissen in de jaren 133/132 v.Chr. begon de periode van de Romeinse Burgeroorlogen, waaraan pas een honderd jaar later door de transformatie van de Romeinse Republiek in het Principaat een einde zou worden gemaakt.
Sulla bracht zijn jeugdjaren afzijdig van deze politieke conflicten door. Hij leidde een losbandig leven in de wereld van het theater en trok op met goochelaars en toneelspelers, die hij zijn hele leven als vrienden bleef beschouwen. Sulla stond bekend als driftig en hartstochtelijk van aard, vol moed en eerzucht. Zijn rivaal, Gnaius Papirius Carbo, zou hebben gezegd "dat hij tezelfdertijd had te strijden met een vos en een leeuw, die in de ziel van Sulla waren genesteld, doch dat hij van de vos het meest te lijden had", waarmee hij erop doelde dat Sulla's sluwheid zijn gevaarlijkste eigenschap was.
Naast zijn huwelijken met een zekere Ilia, die jong stierf maar hem weliswaar een dochter (Cornelia Sulla) schonk, en een zekere Aelia, van wie men slechts de naam weet, had Sulla een verhouding met de prostituee Nicopolis, die hem zelfs tot haar erfgenaam maakte. Maar het was pas toen hij het vermogen van zijn stiefmoeder - die van hem zou hebben gehouden als was hij haar eigen zoon - erfde, dat Sulla over de middelen beschikte om aan een bij zijn stand passende politieke loopbaan (cursus honorum) te kunnen beginnen.

### Begin van zijn carrière:quaestoronder Marius (107-104 v.Chr.)
Sulla wist na een hevige kiesstrijd in 107 v.Chr. het ambt van quaestor te bemachtigen. Hiermee bekleed, vergezelde hij Gaius Marius naar Libya om in diens staf te dienen tijdens de Oorlog tegen Jugurtha, die door het omkopen van senatoren lange tijd de Romeinen ervan had kunnen weerhouden echt tegen hem op te treden, en droeg mee bij tot de succesvolle beëindiging van deze oorlog. In het begin was hij wegens zijn vroegere losbandige levenswandel weinig bij Marius gezien. Hij werd weldra echter door hem om zijn wakkere ijver en bruikbaarheid geacht, terwijl hij zich door zijn vriendelijke en gezellige omgang de liefde en toegenegenheid van de soldaten verwierf.
Het conflict met Numidië, een Romeins vazalkoninkrijk, barstte na de dood van koning Micipsa in 118 v.Chr. los, toen tussen diens beide zonen Adherbal en Hiempsal I een troonstrijd uitbrak. Jugurtha, die als buitenechtelijke zoon in de troonopvolging het minste aanspraak maakte, zocht deze strijd tussen zijn halfbroers uit te buiten en de volledige macht in Numidië naar zich toe te trekken. Toen Jugurtha tegen Adherbal oorlog voerde en deze bij Cirta versloeg, werd hij tot vijand van Rome uitgeroepen, omdat er ook een groot aantal Romeinen en Italiërs bij deze aanval waren gedood. De kort daarop volgende verdragsonderhandelingen in Rome mislukten. In de nu besloten oorlog tegen Jugurtha kon Quintus Caecilius Metellus Numidicus weliswaar enige successen boeken, doch geen definitieve doorbraak forceren, omdat Jugurtha's snelle cavalerie zich steeds weer aan de strijd met de Romeinen wist te onttrekken. Ook was Jugurtha erin geslaagd om koning Bocchus van Mauretania aan zijn kant te krijgen.

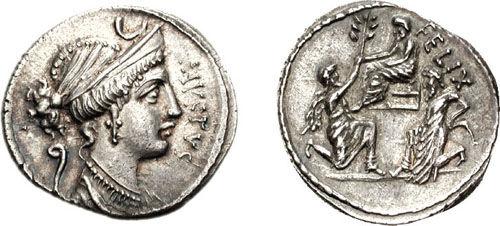
Sulla ontvangt Bocchus van Mauretania met de gevangen Jugartha - met achter de rug gebonden handen - achter zich (munt geslagen door Sulla’s zoon Faustus Cornelius Sulla, 56 v.Chr.).

In deze situatie wist Sulla zichzelf bij het eerste hem toegewezen militaire commando te bewijzen. Hij bracht voor de zeer zwakke en inferieure Romeinse ruiterij versterking van de bondgenoten uit Latium mee en droeg deze over aan Marius. De Romeinen behaalden daarop met de verovering van Cirta een definitieve overwinning op Jugurtha en diens schoonvader Bocchus van Mauretania, waarbij Sulla zich als aanvoerder van de ruiterij liet opmerken door zijn tegenwoordigheid van geest. Want nadat Cirta door de Romeinse troepen was veroverd, vreesde Bocchus voor zijn eigen heerschappij en vroeg aan Marius gezanten te zenden om over de vrede te onderhandelen. Marius stuurde daarop Sulla en de legatus Aulus Manlius als gezanten naar de koning. Sulla had reeds eerder het vertrouwen van Bocchus kunnen winnen, toen hij een Mauretanisch gezantschap tijdens hun reis naar Rome advies had gegeven en ruimhartig ondersteunde. Hierdoor kon hij er Bocchus van overtuigen de nietsvermoedende en ongewapende Jugurtha door middel van een geënsceneerde onderhandeling in een hinderlaag te lokken, waarop deze werd gevangengenomen en hiermee aan de oorlog een einde kwam. Sulla zou zijn aandeel in de gevangenname van Jugurtha sterk gaan benadrukken, door een zegelring te laten maken die de overgave van Jugurtha aan hem weergaf (mogelijk is de munt met een afbeelding van deze gebeurtenis die zijn zoon later liet slaan op deze ring gebaseerd, zie hiernaast). Door dit gedrag zou hij zijn relatie met Marius, die als generaal aanspraak maakte op de eer de oorlog te hebben beëindigd, definitief om zeep helpen.
Niettemin werd Marius in Rome als feitelijke overwinnaar beschouwd en werd hem een triomftocht toegekend, waarin hij Jugurtha in kettingen liet meevoeren. Deze overwinning zorgde ervoor dat Marius in de ogen van de senaat de geknipte persoon was om de dreigende invasie van de Cimbren en de Teutonen het hoofd te bieden. Daarom werd hij voor het jaar 104 v.Chr. en de vier daarop volgende jaren steeds weer tot consul verkozen. De tijdens de oorlog tegen Jugurtha reeds ingezette legerhervorming van Quintus Caecilius Metellus zou door Marius verder worden voortgezet en voltooid door de omvorming van het Romeinse leger van een dienstplichtleger naar een beroepsleger. Het was reeds sinds de Punische oorlogen voor de van de oorlog terugkerende boeren slechts zelden mogelijk om met de intussen verwaarloosde familiebezittingen in hun levensonderhoud te voorzien. De tegelijkertijd in grootte toenemende latifundia werden daarentegen meestal door slaven bewerkt. Na een gemiddeld twintigjarige diensttijd was de ouderdomsvoorziening van de veterani bijgevolg slechts gewaarborgd wanneer hun veldheer hen met land beloonde. Dit had tot gevolg dat de loyaliteit van de soldaten steeds meer aan de veldheer en niet aan de Res Publica was gebonden. De daaruit voortvloeiende machtsconcentratie van Romeinse legeraanvoerders was een belangrijke factor in het uitbreken van de Romeinse burgeroorlogen.

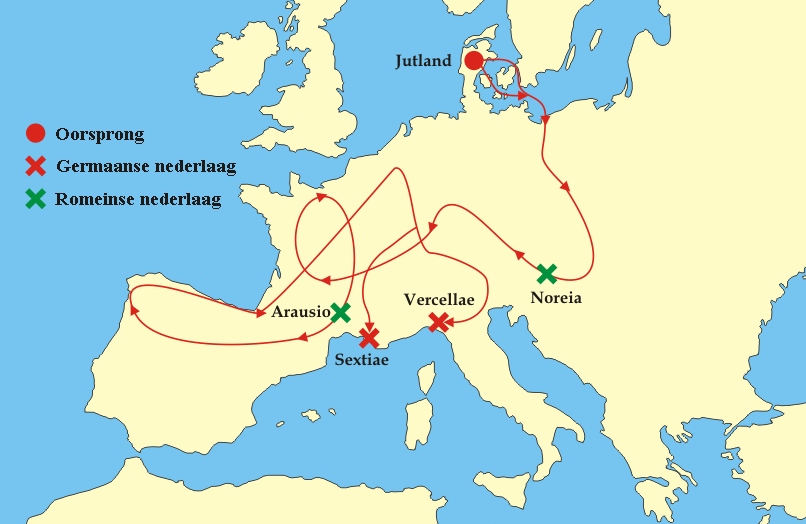
De migraties van de Cimbren en Teutonen.
Nederlaag voor Cimbren-Teutonen.
Overwinning voor Cimbren-Teutonen.

### Cimbrische Oorlog (104-101 v.Chr.)
Het conflict met de Germaanse volksstammen was reeds ten tijde van de oorlog met Jugurtha losgebroken. Door verwoestende overstromingen zocht een aantal stammen, die in Jutland en in de Noord-Duitse laagvlakte woonden, een nieuw gebied om zich te vestigen. Tot deze stammen behoorden de Cimbren, Teutonen, Ambronen en Haruden. Tegen de machtige Germaanse rondzwervende stammen, die door heel Gallië en zelfs een deel van Hispania heen trokken, moest het Romeinse leger talrijke nederlagen slikken: zo verloren op 6 oktober 105 v.Chr. in de slag bij Arausio naar schatting 80.000 Romeinen het leven.
In de Cimbrische Oorlog (tegen de Cimbren en de Teutonen, 104-101 v.Chr.) kon Sulla, die als legatus en later als tribunus militum onder Marius diende, Copillus, de aanvoerder van de Tectosages, gevangen nemen en het Romeinse overwicht verzekeren. Als tribunus militum wist hij in 103 v.Chr. door onderhandelingen de Marsi aan de kant van de Romeinen te krijgen. Omwille van de steeds slechter worden betrekkingen met Marius liet Sulla zich naar de twee legioenen onder Quintus Lutatius Catulus in Gallia Cisalpina overplaatsen. Doch terwijl Marius in de zomer van 102 v.Chr. in de slag bij Aquae Sextiae de Ambronen en Teutonen vernietigend versloeg, kon het leger van Catulus en Sulla zijn positie niet houden en moest zich tot achter de Po terugtrekken. Het seizoen was al te ver gevorderd voor Romeinse troepen om nog hun tegenstanders in Noord-Italië te kunnen verslaan.
In 101 v.Chr. verzamelde de opnieuw tot consul verkozen Marius alle beschikbare troepen onder zijn bevel en viel in de zomer van dat jaar met 55.000 man de Cimbren aan, die in de slag bij Vercellae vernietigend werden verslagen. Sulla zou in deze slag - naar eigen zeggen - een belangrijke rol hebben gespeeld. Door de Cimbrische Oorlog en zijn dienst onder Catulus versterkte Sulla zijn banden met de factie van de optimates.

### Praetor urbanus(97 v.Chr.?)
De voortzetting van zijn cursus honorum ging niet over rozen. Hij had, zodra hij er de middelen voor had, op het vroegst mogelijke tijdstip naar het ambt van quaestor gedongen en dit bekomen. Hij dong niet naar het ambt van aedilis curulis, omdat dit administratieve taken en jurisdictie omvatte, die, met het oog op de binnenlandse politieke situatie, de ambtsdrager al snel tussen twee fronten deed plaatsen.
Hij stelde zich vervolgens in 98 v.Chr., op het vroegst mogelijke tijdstip, kandidaat voor de praetuur, maar zonder succes. Het jaar daarop stelde hij zich opnieuw kandidaat voor dit ambt. Ditmaal kon hij door stemmen te kopen en beloftes aan het volk, om als toekomstig praetor spelen te houden, de verkiezing tot praetor urbanus bekomen. Gul liet hij nu de ludi Apollinares – spelen ter ere van de door Sulla steeds begunstigde god Apollo – houden. Hij zou tijdens zijn praetuur als eerst honderd "leeuwen met mannen" laten optreden in een arena. Als praetor kreeg hij inzicht in rechtspraak en bestuur.

### Propraetor(?) in Cilicië (96 v.Chr.)
In 96 v.Chr. werd hij vervolgens als propraetor, of als legatus cum imperio pro console, naar Cilicia gestuurd. Sulla's missie botste daar met de belangen van Pontische koning Mithridates VI, die toentertijd zijn invloed in dit gebied wenste uit te breiden. Na de ondergang van het Cappadocische koningshuis van de Ariarathiden had Mithridates Ariobarzanes I van Cappadocië verdreven en zijn vertrouwensman Gordius als machthebber geïnstalleerd. Ariobarzanes vluchtte naar Rome en smeekte de senaat om bijstand.
In de zomer van 96 v.Chr. lichtte Sulla een leger, dat de terugkeer van de Cappadocische koning op de troon zou afdwingen. In Cappadocië stootte hij op het uit Cappadocische en Armeense eenheden bestaande leger van Mithridates VI, dat hij nog in datzelfde jaar tot aan de Eufraat terugdrong. Daar bereikte hem Orobazos, een gezant van de Parthenkoning Mithridates II, die met Sulla een grondleggende regeling tussen beide staten op vreedzame wijze wou bekomen. Het was de eerste contactopname tussen de beide grootmachten. Sulla kon hierbij de ontmoeting zo ensceneren dat hij tijdens de onderhandelingen in het midden plaatsnam, zodat voor Ariobarzanes en de Parthische gezanten slechts de beide plaatsen aan zijn zijde restten. Tijdens deze gebeurtenissen zou een Chaldeeuwse ziener hem een grote toekomst hebben voorspeld. Bij deze gelegenheid kwam hij in het Cappadocische Comana, waar zijn soldaten de eredienst van Mâ-Bellona leerden kennen.

### Aanloop tot hetBellum Sociorum(92-91 v.Chr.)
Sulla had zich als promagistraat in Cappadocië aanzienlijke geldsommen verworven en voorzag dan ook dat hij van wederrechtelijke persoonlijke verrijking zou worden beschuldigd. Na zijn terugkeer in Rome diende waarschijnlijk in 92 v.Chr. een zekere Censorinus formeel aanklacht tegen hem in. Een gerechtelijke vervolging bleef evenwel uit, vermoedelijk omdat een meerderheid van de senatoren Sulla als tegenspeler van Marius wou uitspelen.
Toch had dit voorval Sulla's kansen op een consulaat ernstig geschaad, zodat hij vervolgens verzaakte aan zijn kandidatuur voor dat jaar. Op verzoek van Sulla en vermoedelijk na inwilliging van de senaat stelde Sulla's vertrouweling in de oorlog tegen Jugurtha, Bocchus I, in 91 v.Chr. een opzichtig monument als wijgeschenk op het Capitolijn op, dat Sulla als overwinnaar in de Numidische Oorlog voorstelde. Hoewel Marius Sulla voorwierp zichzelf ten onrechte met de roem van de overwinning te willen tooien, bleef een serieus conflict omwille van de op handen zijnde Bondgenotenoorlog voorlopig uit.
Marcus Livius Drusus minor had zich in 91 v.Chr. tot tribunus plebis laten verkiezen, om zich de problemen van de zo veelvuldig benadeelde Italici aan te trekken en hun het Romeins burgerrecht te verschaffen. Verder zouden de juryrechtbanken weer formeel aan de senaat worden toebedeeld en met 300 equites aangevuld (lex iudiciaria). Daarnaast wou hij oude eisen van de populares doorvoeren, zoals de prijsverlaging van de graanverdelingen aan Romeinse burgers, nieuwe nederzettingen en de stichting van coloniae. De senaat en de aanhangers van de nobilitas verzetten zich het felste tegen deze voornemens. Ten slotte verklaarde de consul Lucius Marcius Philippus deze wetten onwettig. Kort daarop werd Drusus vermoord.

### Bellum Sociorum(90-89 v.Chr.)
De dood van Drusus leidde tot het uitbreken van het Bellum sociorum (bondgenotenoorlog). Sulla diende in 90 v.Chr. als legatus onder de consul Lucius Julius Caesar, waarbij hij de strijd tegen de Samnieten, die een hoofdrol in dit conflict speelden, net zoals zijn voorouders tot een persoonlijke zaak maakte. De Romeinse veldheren leden vele mislukkingen. Zo slaagde Marcus Claudius Marcellus er niet in te verhinderen dat de stad Venafrum van Rome afvallig werd. Ook Sulla was niet voor mislukkingen gevrijwaard, toen hij door de Samnieten en hun bondgenoten werd verrast en zich met zijn leger moest terugtrekken. De Romeinse nederlagen brachten vele steden, met uitzondering van Nuceria en Accerae, ertoe Rome af te vallen. Omwille van de steeds meer gespannen situatie werd door Lucius Julius Caesar, die in de late herfst van 90 v.Chr. naar Rome was teruggekeerd, de lex Iulia de civitate sociis danda ingevoerd, waarmee alle trouw gebleven Romeinse bondgenoten nu het Romeins burgerrecht werd toegekend.
Om de opstandelingen voor de Romeinse zaak terug te winnen, dienden de tribuni plebis Marcus Plautius Silvanus en Gaius Papirius Carbo kort na hun aantreden in 89 v.Chr. de lex Plautia Papiria in, waarmee alle opstandelingen, die zich binnen zestig dagen bij de praetor in Rome meldden, het Romeins burgerrecht verkregen. In datzelfde jaar werd de militaire leiding herschikt. Sulla nam het militaire commando van Lucius Julius Caesar, die tot censor was verkozen, over, terwijl Marius omwille van diens gevorderde leeftijd en zijn geringe besluitvaardigheid in zijn oorlogsvoering door de consul Lucius Porcius Cato werd vervangen. Door Sulla's veroveringen van de plaatsen Stabiae en Herculaneum, was hij nu in staat om de sterk versterkte stad Pompeii aan te vallen. De bevelhebber van het leger van de Bondgenoten, Gaius Papius Mutilus, stuurde een ontzettingsleger onder leiding van Lucius Cluentius uit tegen de troepen van Sulla. In de daarop volgende slag werd Cluentius vernietigend verslagen. Voor zijn militair succes verleende het leger aan Sulla de corona obsidionalis graminea (graskrans). Pompeii, dat nu geen hulp meer van buitenaf kon verwachten, gaf zich in de herfst van 89 v.Chr. over. Vervolgens verdreef Sulla de Samnieten uit Campania. Hij onderwierp ook de Hirpini. Ten slotte drong Sulla daarop in Samnium door, en veroverde de hoofdstad Bovianum.

### Consul en conflict met Marius (88 v.Chr.)
Zijn militaire successen in deze laatste oorlog en zijn goede kennis van Silicië stelden Sulla in staat om zichzelf naar voor te schuiven als ideale kandidaat om de oorlog tegen Mithridates VI van Pontus te leiden. Hij werd in 88 v.Chr. daarom ook zonder problemen, samen met Quintus Pompeius Rufus, wiens gelijknamige zoon met Sulla's dochter uit zijn eerste huwelijk (Cornelia Sulla) was getrouwd, tot consul verkozen. Na zijn verkiezing verbond Sulla zich met de machtige familie van de Caecilii Metelli door te trouwen met Caecilia Metella Dalmatica, dochter van de pontifex maximus Lucius Caecilius Metellus Dalmaticus en weduwe van de princeps senatus Marcus Aemilius Scaurus. Dit was mogelijk omdat hij zich had gescheiden van zijn derde vrouw, Cloelia, omwille van haar onvruchtbaarheid. Voor de Caecilii Metelli was een verbintenis met Sulla interessant, omdat hij dankzij zijn militaire vaardigheden een tegengewicht tegenover Marius en de populares vormde. Door het consulaat ontving Sulla door loting de provincia Asia als zijn mandaatgebied en daarmee het opperbevel in de Eerste Mithridatische Oorlog.
Sulla had financiële middelen nodig om zijn krijgsplannen uit te voeren. Daarnaast was de Bondgenotenoorlog nog niet volledig afgesloten en Sulla zag zich gedwongen om opnieuw de belegering van Nola op te nemen, in de loop waarvan hij ook het Samnitische legerkamp veroverde. Sulla gedroeg zich op wrede wijze tegenover de gevangenen. Hij verwierf zich hierdoor grotere roem dan Marius, die ook deel had genomen aan deze oorlog, en waarin tevens de grondslag tot de hevigste vijandschap tussen deze twee werd gelegd. Zo zou hij zelf hebben gezegd dat hij tijdens deze oorlog bij Nola de corona civica (burgerkrans) zou hebben gekregen. Doch de vraag rond het burgerschap dwong Sulla ertoe naar Rome terug te keren.
Publius Sulpicius Rufus trok zich de belangen van de bondgenoten aan en wou de nieuwe burgers alsook de vrijgelatenen, die aan Romeinse zijde hadden gevochten, in de reeds bestaande vijfendertig tribus indelen. De senaat wou daarentegen de nieuwe burgers een eigen tribus met ongelijk stemrecht toewijzen. Daarenboven streefde Sulpicius niet alleen naar de uitsluiting van zich diep in de schulden stekende senatoren, maar ook - op aansporen van de eerzuchtige Marius - naar het ontnemen van het commando in de Mithridatische oorlog aan Sulla om het aan de intussen als ambteloos burger levende leider van de populares, Gaius Marius, over te dragen.
Nu liet Marius zich tot opperbevelhebber tegen Sulla benoemen en trachtte hij het leger van Sulla, dat bij Nola stond, voor zich te winnen, doch dit bleek vruchteloos.
De consuls Lucius Cornelius Sulla en Gnaeus Pompeius Strabo trachtten tevergeefs met een religieus gemotiveerd iustitium (opschorting van de publieke zaken) het houden van een volksvergadering, waarin over de wetten van Sulpicius zou worden gestemd, op te schorten, maar moesten voor het geweld van Marius wijken en op de vlucht slaan. Sulla zocht zijn toevlucht in het huis van Marius en moest onder dreiging van geweld met de wetten van Sulpicius instemmen. Sulla trok daarop naar zijn leger, dat reeds tijdens de Bondgenotenoorlog onder zijn commando stond, in Nola. Ondertussen was aan Marius op Sulpicius' initiatief het opperbevel over dit leger voor de oorlog tegen Mithridates overgedragen. Toen twee tribuni militum Sulla's leger bij Nola overeenkomstig het besluit van de volksvergadering wilden overnemen, werden ze door Sulla's soldaten gestenigd. Sulla zou tevoren aan zijn soldaten in een rede eraan hebben herinnerd dat Marius met een andere leger ten oorlog zou trekken en daarmee hun, die trouw hadden gediend in de Bondgenotenoorlog, de rijke buit in het oosten kon onthouden. Na de dood van de tribuni militum appelleerden zijn soldaten aan Sulla om naar Rome te marcheren, waarop - afgezien van één quaestor - alle officiëren hem niet langer volgden. Sulla leidde hiermee als eerste Romein (sinds de legendarische Coriolanus) een leger tegen Rome.

### Eerste Burgeroorlog (88-87 v.Chr.)
De stad Rome kon met een grotendeels verouderde verdedigingslinie tegen een zo groot leger, dat Sulla in meerdere groepen voor de aanval had opgedeeld, amper weerstand bieden. De inname van Rome werd door Sulla als een redding van de staat voorgesteld. Hij beval de senaat twaalf van de politieke en militaire leiders van de populares ("volkspartij") tot staatsvijanden uit te roepen en tot hun opsporing en executie op te roepen, hoewel hij, zonder dit aan het volk te vragen en een jury aan te stellen, hier niet toe bevoegd was. Ook het ius provocandi werd de vervolgden ontzegd. Sulpicius zelf werd gevangengenomen en gedood, terwijl Marius naar Africa wist te ontkomen.
Sulla liet nu (88 v.Chr.) enige wetten (leges Corneliae) opstellen om de senaat als laatste beslissende instantie te installeren en de invloed van de tribuni plebis te beknotten. Alle wetten en verordeningen van Sulpicius werden geannuleerd. Zo moest de senaat zijn toestemming voor wetsvoorstellen (plebiscita) van de tribuni plebis geven (deze werden dus niet langer automatische leges (wetten), zoals in de lex Hortenia was bepaald), besluitvormingen werden van de comitia tributa naar de comitia centuriata overgedragen. Daarmee nam niet alleen de invloed van de equites en senatoren bij verkiezingen en stemmingen op doorslaggevende wijze toe, maar werd ook een na heftige conflicten in 241 v.Chr. afgeschaft stemproces onverwijld terug ingesteld. De senaat werd bovendien met een driehonderd leden uit de nobilitas (de sociale klasse van de optimates) versterkt. Naast deze drie door Appianus vermelde wetten werden er nog een wet over de stichting van militaire coloniae (lex agraria) en een lex Cornelia Pompeia unciaria (samen met Quintus Pompeius), waarbij de wettelijke rente op één uncia per tien maanden, dus op 10% per jaar werd vastgesteld, vermeld.
Sulla's verder optreden was waarschijnlijk provisorisch van aard, aangezien een onmiddellijk optreden tegen Mithridates absoluut noodzakelijk was om de geloofwaardigheid van Rome in het oosten te bewaren. Anderzijds erkende hij dat de politieke structuren een tijdsintensieve reorganisatie nodig hadden. Ook onder druk van zijn aanhangers liet Sulla consulverkiezingen voor het jaar 87 v.Chr. houden, die evenwel zijn afgenomen populariteit bij het Romeinse volk en bij zijn aanhangers aantoonden. Want naast de door Sulla gesteunde Gnaius Octavius werd ook Lucius Cornelius Cinna, een aanhanger van de populares ("volkspartij") en zelfverklaard aanhanger van Sulpicius, tot consul verkozen. Uit het mislukken van de poging om het leger van de proconsul Gnaeus Pompeius Strabo aan zijn collega Quintus Pompeius Rufus te laten overdragen, bleek eveneens Sulla's afnemende ruggensteun, aangezien Pompeius Rufus enkele dagen na de overname van het bevel door de soldaten werd gedood. In zijn conflict met Cinna stelde Sulla zich tevreden met diens plechtige eed geen vijandige handelingen te begaan, en begaf zich vervolgens als proconsul naar Capua. Vandaar uit trok hij met zijn leger naar Brundisium en stak vervolgens met zijn leger naar Epirus over.

### Rome en Italië (87-84 v.Chr.)
Intussen had Cinna, zodra Sulla Rome had verlaten, in 87 v.Chr., verscheidene maatregelen genomen in strijd met Sulla's belangen. Zo stelde hij de wetsvoorstellen van Sulpicius over diens toewijzing van de nieuwe burgers in de bestaande tribus opnieuw voor. Zijn collega-consul Octavius mobiliseerde daarop het volk tegen de plannen van Cinna. In straatgevechten moesten de aanhangers van Cinna het onderspit delven tegen die van Octavius, en Cinna werd tot hostis, staatsvijand, uitgeroepen. Hij vluchtte over Praeneste naar Nola, waar hij zich door hoge omkoopsommen de bondgenoten, Romeinse vluchtelingen, nieuwe burgers en soldaten voor zijn zaak kon winnen. Daarop rukte hij samen met de bejaarde Marius, die intussen vanuit Afrika naar Italië was teruggekeerd, tegen Rome op. Na een kortstondig beleg dwongen ze eind 87 v.Chr. de stad tot de overgave. De wraak nemende Marius vergoot stromen bloed en er was een groot aantal aristocraten onder de slachtoffers. Zo werd Octavius evenals Marcus Antonius Orator vermoord, terwijl Quintus Lutatius Catulus door zelfmoord te plegen aan de wraakzucht van Marius ontkwam. Dit duurde totdat Cinna en Quintus Sertorius aan de moordtonelen van de door Marius losgelaten slaven een eind maakten. Sulla's vrouw Caecilia Metella Dalmatica kon zich met Aemilia Scaura, haar dochter uit haar eerste huwelijk, en de nieuwgeboren tweelingen Cornelia Fausta en Faustus Cornelius Sulla naar Griekenland bij het legerkamp van haar echtgenoot in veiligheid brengen. Sulla's huis werd verwoest, zijn goederen werden verbeurd verklaard en hijzelf werd in de ban gedaan. Zijn overwinningsmonument op de Capitolijn werd met de bodem gelijkgemaakt.
In 86 v.Chr. werden Cinna en Marius tot consuls verkozen. Marius kon nog zijn zevende consulaat aanvaarden, alvorens hij enkele dagen later aan een longontsteking overleed en door Lucius Valerius Flaccus werd vervangen. Cinna werd voor de volgende drie jaar de machtigste persoonlijkheid in Rome: wetten werden niet meer door bijeenroeping van de volksvergadering, maar door Cinna's beslissingen verordend. Cinna benoemde ook rechtstreeks zijn collega-consuls. Hijzelf bekleedde het consulaat ononderbroken van 87 tot 84 v.Chr. Maar Cinna wist dat zijn toekomst van de uitkomst van de gevechten van Sulla in het oosten afhing. Hij liet een twee legioenen sterk leger opstellen en onder het bevel van Valerius Flaccus in de zomer van 86 v.Chr. naar Griekenland sturen. Nadat Flaccus door zijn officier Gaius Flavius Fimbria was vermoord geworden, zette diens opvolger Gaius Flavius Fimbria zijn militaire operaties tegen Mithridates los van Sulla voort. Cinna zelf werd in 84 v.Chr. door muitende eenheden in Ancona vermoord.

### Eerste Mithridatische Oorlog (87-86 v.Chr.)

Verloop van de Eerste Mithridatische Oorlog.

Mithridates VI, koning van Pontus, zette de expansiepolitiek van zijn vader vastberaden en op nog grotere schaal voort. Aangezien de inwoners van de provincie Asia door het Romeinse bestuur werden uitgebuit en de Bondgenotenoorlog alsook de Burgeroorlog de Romeinse slagkracht verlamden, zag Mithridates zijn kans om zijn grote offensief te beginnen. Ter rechtvaardiging noemde hij zichzelf bevrijder van de Grieken van het Romeinse juk. Om zijn krijgskassen te vullen, beval Mithridates per decreet het vermoorden van alle Italiërs en Romeinen (in het bijzonder de gehate publicani. Volgens Valerius Maximus, die Memnon van Heraclea volgt, verloren 80 000 Italiërs en Romeinen door dit bloedbevel van Efeze hun leven. De breuk met Rome was daarmee definitief. Mithridates VI bracht begin 88 v.Chr. een leger van 250 000 infanteristen, 40 000 ruiters en 130 sikkelwagens op de been. Het bestond uit ongecoördineerde, etnisch niet homogene bondgenoten.
In het voorjaar van 87 v.Chr. stak Sulla met vijf legioenen en een klein aantal ruiters naar Epirus over. Sulla trok langzaam door Aetolië op naar Thessalië, om de afvallige Griekse steden door de aanwezigheid van een groot leger tot overgave te bewegen. Nog voor de zomer van 87 v.Chr. had Sulla grote delen van Griekenland terug onder controle en dwong de aanhangers van Mithridates, de sofist Aristion van Athene en generaal Archelaüs, ertoe, zich naar Athene en Piraeus terug te trekken. Een eerste aanval van Sulla op de Pontische basis Piraeus mislukte echter. Om de stad te kunnen innemen, liet Sulla een belegeringsring rond Piraeus optrekken. Hij zond gezanten naar het orakel van Delphi en de heiligdommen van Epidaurus en Olympia om te eisen dat men hem hun wijgeschenken afstond om het beleg te bekostigen. Toen Delphi dit weigerde, liet Sulla het heiligdom plunderen en de rijkdommen wegvoeren. Om de goden te vriend te houden schonk Sulla de helft van het grondgebied van het opstandige Thebe aan de goden.
Sulla veroverde na een hevige tegenstand van vele maanden in maart 86 v.Chr. het door het beleg uitgehongerde Athene, dat hij bijna geheel liet uitmoorden (hij verbood zijn manschappen wel de stad af te branden). Pas toen voor enkele Romeinse senatoren het moorden en plunderen van de stad te ver ging, beval Sulla zijn soldaten ermee op te houden.
In tussentijd drong het leger onder Fimbria verder in Klein-Azië door, onderwierp enkele bondgenoten van Mithridates van Pontus en plunderde Ilion (Troje). Fimbria slaagde er zelfs in om Mithridates zelf bij Pitane in te sluiten, doch op aanwijzing van Sulla liet de commandant van de vloot, Lucius Licinius Lucullus, hem langs de zee ontkomen.

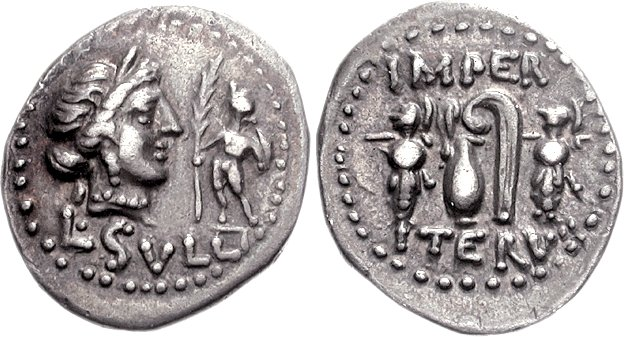
Door de legermunt geslagen denarius van Sulla (84-83 v.Chr.) met aan de ene kant zijn beschermgodin Venus met een palmtak dragende Cupido en de legende L. Sull(a) ("L(ucius) Sulla"), en aan de andere kant de trofeeën, die verwijzen naar zijn overwinningen bij Chaeronea (86 v.Chr.) en Orchomenus (85 v.Chr.), met daarnaast capis en lituus (priestergerei), die Sulla's aanspraken op het imperium moesten onderstrepen, en de legende Imperator Iterum ("voor de twee keer imperator").

Nadat Athene was ingenomen, slaagde Sulla er ten slotte met een groter troepenmacht onder aanzienlijke Romeinse verliezen in om Piraeus te veroveren en liet deze slechten. Daarmee kon hij de operationele basis van de Pontische troepen op het Griekse vasteland onder zijn controle brengen. In het voorjaar en de herfst van 86 v.Chr. versloeg hij Archelaüs, de generaal van Mithridates, bij Chaeronea, en een tweede leger bij Orchomenus (86 v.Chr.). In beide slagen liet hij brede greppels graven, die de Pontische cavalerie en strijdwagens zouden hinderen. Dankzij zijn grote militaire ervaring en de discipline in zijn leger kon Sulla de getalsmatig superieure vijand in verbitterde gevechten verslaan.
Hij trok vervolgens naar Asia, waar hij in het voorjaar van 85 v.Chr. met Archelaüs en de koning vrede sloot, om de handen tegen de opstandige Gaius Flavius Fimbria en de populares in Italië vrij te krijgen. Voordat hij naar Italië vertrok, strafte hij Asia vreselijk voor zijn afvalligheid.

### Reorganisatie van Klein-Azië en conflict met Fimbria
Met de slag bij Orchomenos was de Romeinse heerschappij over de Griekse stadstaten verdedigd. De restanten van het Pontische leger bevonden zich in Euboea en Chalcis. Aangezien Sulla echter niet over een vloot beschikte, was het voor hem onmogelijk om Euboea in te nemen. Onder deze omstandigheden had een voortzetting van de oorlog tegen Mithridates in Klein-Azië en in het bijzonder in diens Pontische thuisland jaren kunnen duren en Sulla aldus van Rome weghouden. Anderzijds vormde zich in vele Klein-Aziatische steden een overduidelijke oppositie tegen Mithridates, die Rome kon gebruiken. Met deze patstelling werd de oorlog door het vredesverdrag van Dardanos in 85 v.Chr. beëindigd. Sulla stond de Pontische heerser een gunstige vrede toe: hij moest zijn veroveringen opgeven, 2 000 talenten betalen en 70 volledig uitgeruste oorlogschepen overdragen. Mithridates werd daarbij zelfs door omarming en kus als Romeins bondgenoot geëerd, terwijl Sulla van de steden in Asia, die zich bij Mithridates hadden aangesloten, 20 000 talenten eiste.
Efeze, dat Mithridates te bereidwillig was gevolgd, werd in het bijzonder hard bestraft. De stad verloor een deel van haar territorium, de aanvoerders van de anti-Romeinse partij werden geëxecuteerd en de stad gebrandschat. Clazomenae, Milete en Phocaea verloren hun vrijheid, en ook Pergamon, de residentie van de Pontische koning, had zwaar onder Sulla te lijden. Naast Sulla's dwangmaatregelen werd de stad ook financieel sterk belast. Daarenboven bracht Sulla zijn leger in de stad onder en verplichtte de Efeziërs voor het onderhoud van de soldaten te zorgen. Een gewone soldaat kostte de burgers 16 drachmen per dag, een centurio kreeg een loon van 50 drachmen per dag. Voorts moesten de steden eerst binnen een termijn van één jaar de achterstallige belastingen voor de jaren 88–84 v.Chr. betalen. Daarenboven moesten de Klein-Aziatische steden de kosten voor de oorlog en de reorganisatie van de provincie op zich nemen, die op 20 000 talenten werden geraamd. Zo genadeloos als Sulla de Griekse steden strafte die aan de oorlog tegen Rome hadden deelgenomen, zo grootmoedig werden de loyale steden beloond. Ilion, Chios en gemeentes in Lycië alsook Rodos werden met aanzienlijke privileges bedacht.
Na de reorganisatie van Klein-Azië trok Sulla tegen Fimbria op en trof hem bij Thyateira. Sulla eiste van deze dat hij hem zijn leger zou overdragen, aangezien hij zijn commando niet rechtmatig bekleedde. Toen Fimbria daarop de legaliteit van Sulla's imperium in twijfel trok, liet Sulla het beleg van Thyateira voorbereiden. De grootte van Sulla's leger en diens aanzien brachten de soldaten van Fimbria ertoe naar Sulla's kamp over te lopen. Fimbria, die niet langer op de trouw van zijn soldaten kon rekenen en wiens moordaanslag op Sulla mislukte, vluchtte naar Pergamon, waar hij zich in het Asklepieion door een slaaf liet doden.

### Tweede Burgeroorlog (83-82 v.Chr.)

Veldtocht van Sulla tegen de populares tijdens de Tweede Burgeroorlog (83-82 v.Chr.).

Na de vrede van Dardanos en zijn zege over het leger van de populares onder Fimbria, maar ook dankzij het bezit van grote geldsommen en hulpbronnen, dewelke de loyaliteit van het leger aan de veldheer verzekerden, was het voor Sulla nu mogelijk, de strijd met zijn politieke tegenstanders te Rome aan te gaan.
Volgens Appianus was het leger, met hetwelk Sulla zich begin in 83 v.Chr. op naar verluidt 1.600 oorlogsschepen naar Brundisium liet inschepen, 40.000 mannen sterk. De vijandelijke bevelhebbers, de proconsul Gnaius Papirius Carbo, alsook de consuls van 83 v.Chr., Gaius Norbanus en Lucius Cornelius Scipio Asiagenus, boden met hun strijdkrachten van 100.000 soldaten bij de landing van Sulla geen weerstand. Daarmee lieten ze de mogelijkheid varen, de invallers reeds in Calabrië, Apulië en Lucanië tegemoet te treden op het moment dat Sulla's leger nog niet samengetrokken was. Vele soldaten liepen naar Sulla's leger over. Een legereenheid uit Africa werd door Marcus Licinius Crassus, de latere triumvir en rijkste man van Rome, op de been gebracht, en ook Gaius Verres, Gnaius Pompeius Magnus maior alsook Lucius Sergius Catilina sloten zich bij de zaak van Sulla aan. Zelfs voormalige tegenstanders zochten hun heil in overlopen, zo ook Publius Cornelius Cethegus, de oud-consul Lucius Marcius Philippus en de eques Quintus Lucretius Ofella.
In Rome organiseerden de consuls van 83 v.Chr., Lucius Cornelius Scipio Asiagenes en Gaius Norbanus, de defensieve strijd tegen Sulla. Tot een eerste groter gevecht kwam het in het voorjaar 83 v.Chr. bij de berg Tifata ten noorden van Capua, waar Sulla een dedicatie van land en water aan Diana verrichtte. In de volgende veldslag leed Norbanus een nederlaag en moest zich met de restanten van zijn leger naar Capua terugtrekken. Sulla trok ten slotte tegen consul Gaius Norbanus in Capua op, maar deze wist hem te vermijden. Ook van andere fronten werden Sulla gunstige berichten gemeld. Pompeius had in Picenum zijn troepen versterkt en in meerdere veldslagen legers van de populares kunnen verslagen, waaronder het leger van Carbo bij Ariminum, dat een centrale positie in Gallia Cisalpina had ingenomen. In deze slag verloor Scipio zijn leger door desertie en Crassus kon in het stamgebied van de Marsi rekruteringen voor Sulla's leger doorvoeren. Naast het gebrek aan soldaten stond de leiding van de populares voor financiële problemen, aangezien de lange krijgsperiode de staatskassen had geleegd en nu de tempelschatten ter financiering van de oorlog moesten worden aangewend.
Voor het jaar 82 v.Chr. werden Gnaius Papirius Carbo - voor een derde en laatste keer - en Gaius Marius minor - ondanks het feit dat deze prille twintiger tot dan toe nog geen enkel ambt had bekleed - tot consuls verkozen, in de hoop dat zij met nieuw te lichten troepen Sulla het hoofd zouden bieden. De jongere Marius trad Sulla bij Sacriportus in het veld tegemoet en werd in de volgende veldslag in de buurt van Signia verslagen en naar Praeneste teruggedrongen. Quintus Lucretius Ofella werd met de blokkade van de stad belast, terwijl de strijd zich vooral van Etrurië tot in Gallia Cisalpina uitbreidde. Vervolgens overwon hij ook Gnaius Papirius Carbo en ten slotte, met behulp van Marcus Licinius Crassus Dives, de Samnieten onder Pontius Telesinus en Marius minor, in de bloedige slag bij de Porta Collina (1 november 82 v.Chr.) voor de muren van Rome, dat nu zijn poorten voor hem opende. De krijgsgevangenen liet hij daarna afmaken. In talrijke andere gevechten konden de Sullaanse bevelhebbers Crassus, Metellus en Pompeius de bovenhand halen. Na hun nederlagen gaven Carbo en Norbanus de strijd op en vluchtten, Carbo naar Africa en Norbanus naar Rodos. De leiderloos geworden bondgenoten vielen uiteen en werden door Pompeius vernietigd.
In tegenwoordigheid van de in de tempel van Bellona bijeengeroepen en sidderende senaat liet hij, tijdens het uitspreken van een redevoering, de gevangengenomen tegenstanders executeren. Vervolgens gaf ook Praeneste zich over, nadat Marius zich door een slaaf had laten doden. Zo had Sulla zijn doel bereikt: hij was meester geworden van Rome, hoewel sommige provinciae, vooral Hispania onder Sertorius nog tegenstand boden.

### Dictatuur (82-79 v.Chr.)

#### Oprichting van de dictatuur (82 v.Chr.)
Door de dood van beide consuls, Gaius Marius minor en Gnaius Papirius Carbo, in 82 v.Chr. was de staat van zijn hoofden beroofd. In dergelijke gevallen werd iemand tot interrex ("tussenkoning") aangesteld, wiens belangrijkste verantwoordelijkheid het was om zo snel mogelijk consulverkiezingen te organiseren. Voor Sulla was het van essentieel belang dat de verkozen interrex zijn belangen volledig zou dienen. In de senaatszitting van 5 november hielp Sulla om deze reden Lucius Valerius Flaccus aan het ambt van interrex. In een brief, die enkel door Appianus is overgeleverd, deelde Sulla aan de interrex Flaccus mee, dat diegene die zou worden verkozen, zo lang in functie moest blijven tot de verhoudingen in Rome en Italië opnieuw in orde gebracht zouden zijn. Op het einde van deze brief verklaarde Sulla zich bereid dit belangrijk ambt op zich te willen nemen.
Tijdens deze handelingen hield Sulla zich buiten Rome op, om de schijn op te houden dat het volk vrijwillig verkoos de dictatuur in te stellen. De interrex was reeds omwille van het tijdelijke karakter van zijn ambt niet ertoe bevoegd om een politiek uitzonderlijk gezag zonder begrenzing in tijd te creëren. Daarom deed de interrex aan de volksvergadering met de lex Valeria de Sulla dictatore een wetsvoorstel voor de inrichting van de dictatuur. Na de aanname van deze wet door de volksvergadering werd Sulla door de interrex Lucius Valerius Flaccus tot dictator benoemd. De lex Valeria regelde de bevoegdheid en duur van het ambt. Wat betreft de bevoegdheid vermeldt Appianus dat het hierbij ging om wat in het Latijn als legibus scribundis et rei publicae constituendae ("wetten schrijven en de constitutie van de republiek opstellen") bekend staat, wat betreft de duur van de dictatuur dat ze niet beperkt was in de tijd. Bovendien zou door deze wet ook zijn bepaald "dat alles wat deze zou hebben gedaan zou worden bekrachtigd".
Kritiek op deze niet met het oud-Romeinse recht te verenigbare ambtsbevoegdheid strafte Sulla zelfs in zijn eigen familie hard af. Zo dwong hij in 82 v.Chr. zijn jonggetrouwde en zwangere stiefdochter Aemilia Scaura tot een scheiding, toen haar echtgenoot, Manius Acilius Glabrio, zich kritisch over zijn politiek had uitgelaten en huwelijkte hij haar uit aan zijn protegé Pompeius.

#### Legitimiteit van de dictatuur
Sulla heeft geprobeerd zijn (toekomstig) handelen voor en tijdens zijn dictatuur door onvergelijkelijke eerbewijzen te legitimeren. Daartoe rekent men de verlening van het agnomen Felix aan Sulla (in het oosten werd dit als "door Aphrodite geliefd" (Ἐπαφρόδιτος / Epaphróditos) "vertaald"). Omstreden is de precieze datering van de verlening: Appianus vermeldt dat Sulla deze bijnaam nog voor zijn benoeming tot dictator zou hebben verworven; volgens Plutarchus zou Sulla zich daarentegen deze bijnaam als dictator per edict hebben laten toekennen. Met het agnomen Felix wou Sulla zijn dictatuur meer als het logische gevolg van de goddelijke wil hebben willen doen voorkomen en minder als het resultaat van een planmatig daarop gericht handelen. Aangezien door de goden aan hem de felicitas werd gegeven, zou hij - als enige - in staat zijn het gemenebest te redden en de staat te vestigen. Verder kon hij door deze bijnaam niet enkel op voormalige militaire prestaties, maar ook op nog te realiseren zaken op het vlak van de binnenlandse politiek alluderen, die als gevolg van zijn "geluk" een haalbare kaart moesten zijn. Als beschermgodin van Rome werd Felicitas reeds sinds de koningstijd vereerd als verantwoordelijk voor de omvang en bescherming van de res publica. Deze zelfinschatting als gunsteling van het goddelijke geluk uitte zich ook in de naamgeving van zijn voor 86 v.Chr. geboren tweeling uit zijn vierde huwelijk, wiens namen Fausta en Faustus eveneens "gelukkig" betekenen.
Als ander eerbetoon liet Sulla een gouden ruiterstandbeeld op het Forum opstellen; deze onderscheiding werd ook op muntbeelden verbreid. Dit standbeeld werd in de buurt van de standbeelden van de dictators Marcus Furius Camillus en de Samnietenbedwinger in de 4e eeuw v.Chr., Quintus Marcius Tremulus, opgericht. Formeel werd dit eerbetoon met de zege over de Samnieten voor de Porta Collina verbonden, waarbij materiaal, expressie en de traditierijke locatie van het standbeeld Sulla's aanspraak op de macht zouden onderstrepen. Eind januari van het jaar 81 v.Chr. hield Sulla een triomftocht voor zijn overwinning over Mithridates VI, die tegelijk als triomftocht voor zijn overwinning over zijn tegenstanders in de burgeroorlog kon worden gezien. Dit laatste was nog nooit eerder voorgekomen, want een triomftocht werd traditioneel gezien slechts verleend voor een overwinning op buitenlandse vijanden in een bellum iustum (rechtvaardige oorlog). De triomftocht was net zoals de andere eerbewijzen onderdeel van Sulla's propaganda, aangezien Mithridates noch definitief in het veld werd overwonnen noch in de triomftocht werd meegevoerd (er was immers een vredesverdrag met hem gesloten waardoor hij als een "vriend en bondgenoot van het Romeinse volk" werd erkend). Met de triomftocht werd aan het Romeinse volk evenwel gesuggereerd, dat de overeenkomst met de Pontische koning met een (militaire) overwinning gelijk was te stellen. Door de triomftocht werd Sulla door het volk als "redder en vader" (conservator et pater of liberator et pater) geprezen.
Ook leidde de triomftocht de aandacht af van de lopende proscripties en presenteerde hij aan de bevolking de rijke buit van de oorlog. Ondanks al deze eerwijzen wist Sulla evenwel dat het Romeinse volk, de plebs urbana, wankelmoedig was en geenszins achter zijn politiek stond. Hij herinnerde zich welk voordeel hij voordien uit het houden van de ludi Apollinares had getrokken. Toentertijd had Sulla deze genereus gevierd om praetor te worden. Zo zette hij nu ook ludi (spelen) in het volk voor zich te winnen en liet de ludi victoriae Sullanae (spelen van de Sullische overwinning) houden, die, wat een nieuwigheid was, niet slechts eenmaal, maar in de toekomst jaarlijks van 26 oktober tot 1 november zouden worden gehouden. Om het Romeinse volk te begeesteren, werden deze spelen op bijzonder kostbare wijze gevierd en Sulla zou zich buitengewoon vrijgevig hebben getoond. Hij liet eten en drinken in overvloed aanvoeren, zodat men nadien zelfs de overschotten in de Tiber moest werpen. Sulla wou met deze spelen gelijkerwijze aan zijn zege over de Italici en Mithridates VI herinneren.

#### Proscripties

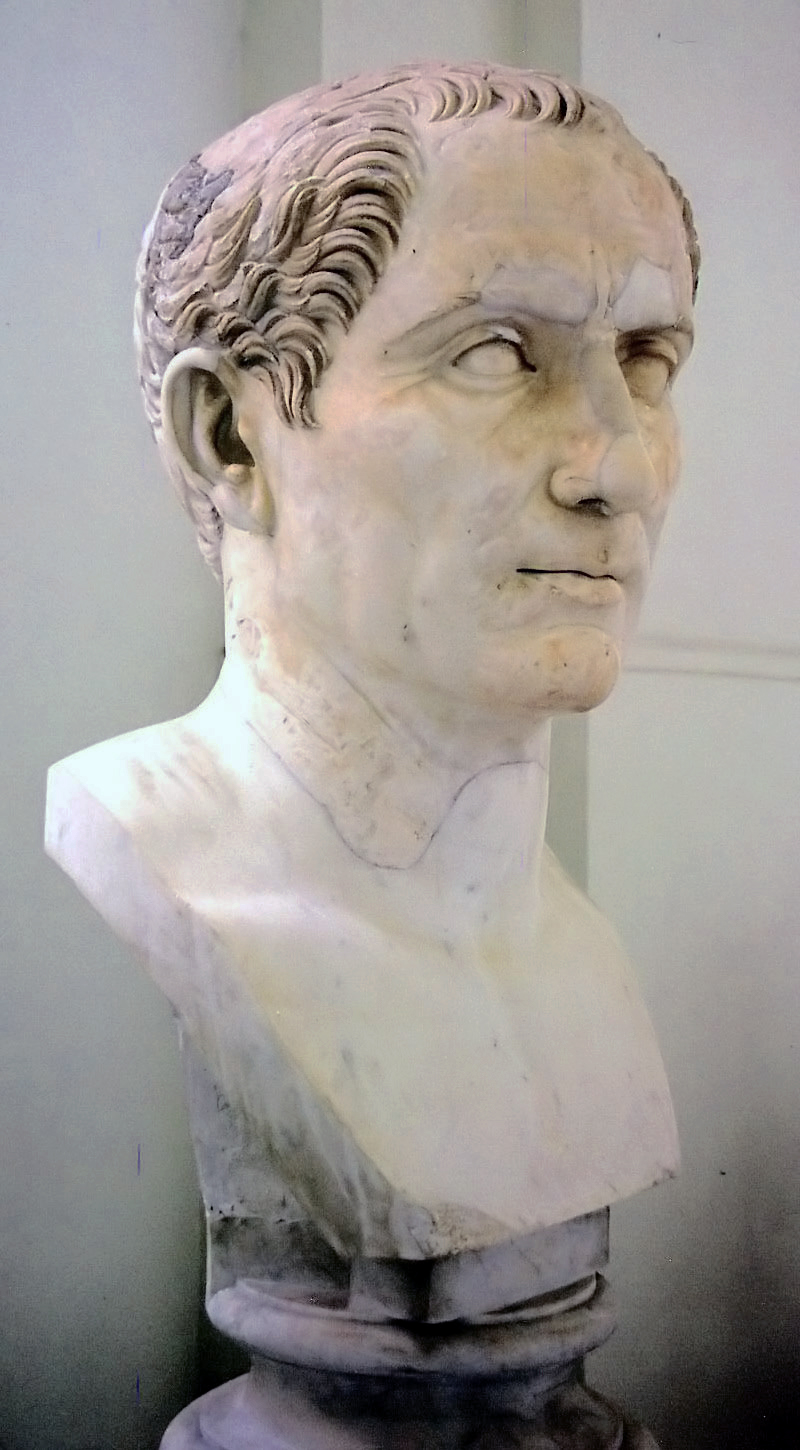
De latere dictator Gaius Julius Caesar was als verwant van Marius door de proscripties getroffen en werd slechts door de bemiddeling van de Vestalinnen en de vrienden van Sulla begenadigd. Later distantieerde hij zich met zijn politiek van de clementia duidelijk van de politiek van Sulla.

Reeds voor zijn benoeming tot dictator had Sulla de proscripties ingeleid. Het regende nu vogelvrij- en verbeurdverklaringen (proscriptie). En duizenden vielen als offer van zijn wraak en van de moordzucht van zijn soldaten. Door geheel Italië maakten zijn soldaten zich van de goederen van de geproscribeerden meester. Duizenden landerijen werden zo aan zijn soldaten toegewezen.
De juridische grond voor de proscripties werd met de lex Valeria, die ook de benoeming van Sulla tot dictator regelde, achteraf geschapen. Ze omvatte zowel de instemming met de reeds plaatsvindende proscripties alsook de machtiging tot het voortzetten van de massadoding van politieke tegenstanders.
Als een van zijn eerste daden als dictator voerde Sulla eind december een wet in, dat de rechtsgevolgen van de proscripties in bijzonderheden zou regelen. Inhoudelijk bepaalde de wet, dat de geproscribeerden door eenieder mocht worden gedood. Op het hoofd van een geproscribeerde werd een beloning van 12.000 denarii geplaatst. Op het helpen van een geproscribeerde stond de doodstraf.
De proscripties eindigden op 1 juni 81 v.Chr. Het aantal gedoden wordt in de overlevering becijferd op 4 700 Romeinse burgers. De registratie op de lijst bood geen rechtszekerheid, omdat de lijsten niet gecontroleerd en aldus naar believen werden aangevuld. Ook verscheidene personen, die slachtoffer waren geworden van een roofmoord, werden nadien op de lijst gezet.
De gestorven Marius zag Sulla als hoofdverantwoordelijke voor de hem aangedane vernedering. Het graf van Marius werd geschonden en zijn stoffelijke resten in de Anio geworpen. De overwinningsmonumenten van Marius liet Sulla afbreken. Ook de latere dictator Gaius Julius Caesar was als verwant van Marius door de proscripties getroffen en werd slechts door de bemiddeling van de Vestalinnen en de vrienden van Sulla begenadigd. De vervolging van politieke tegenstanders beperkte zich in deze niet enkel tot deze tegenstander, want Sulla's wraak trof ook de kinderen en kleinkinderen van vogelvrijverklaarden, dewelke de politieke privileges van hun stand verloren: hun hele familie zou uit het politieke leven worden weggevaagd.
De proscripties van Sulla veranderden ook de eigendomsverhoudingen. De goederen van de gedode geproscribeerden en vijanden van Sulla werden verkocht. Bij de veilingen ging zoveel land onder de hamer, dat de prijzen kelderden. Hierdoor konden Sulla's aanhangers grote vermogens en uitgestrekte landerijen verwerven. Een van de succesvolste onder hen was Marcus Licinius Crassus, die door de proscripties de rijkste man van Rome werd. Ook Lucius Cornelius Chrysogonus, een vrijgelatene van Sulla, verrijkte zich aanzienlijk. Hij kon bijvoorbeeld de goederen van Sextus Roscius voor een drieduizendste deel van haar waarde verwerven. Zoals uit de verdedigingsrede van de jonge redenaar Marcus Tullius Cicero voor Sextus Roscius blijkt, was ook in dit geval enkel de geldzucht van Chrysogonus voor moord en onteigening verantwoordelijk. Plutarchus schreef hierover: "en die uit haat en vijandschap werden omgebracht, waren slechts een te verwaarlozen minderheid, vergeleken met dezen, die wegens hun geld werden vermoord; ja, de moordenaars waagden het zelfs te zeggen dat de ene om zijn groot huis moest sterven, de andere om zijn tuin, nog een andere voor zijn thermen." In totaal kwamen door de veilingen van goederen 350 miljoen sestertii in de staatskas.

#### Constitutioneel werk
Sulla's wetgevend werk was op de versterking van de senaat, de verzwakking van alle andere instellingen en ten slotte de naadloze garantie van het systeem gericht. Hij zou de Gracchische hervormingen terugdraaien. Door een geheel stel wetten trachtte hij de heerschappij van de senaat blijvend te bevestigen. Hij had echter zelf het voorbeeld gegeven, hoe een veldheer alles vermocht omver te werpen, als hij slechts zich van de genegenheid van zijn leger wist te verzekeren, een kunst, die Sulla in hoge mate verstond.
Sulla droeg de gerechtshoven terug over aan de senatoren en richtte daarnaast zeven nieuwe quaestiones op, die als permanente gerechtshoven zouden dienen. Hij keerde zich strikt tegen elke vorm van de door Gaius Sempronius Gracchus begonnen politisering van de ordo equester, die als doel had nagestreefd om een met de senaat rivaliserende stand uit te bouwen. Sulla wou veeleer loyale leden van de ordo equester in de leidende klasse integreren, doordat hij deze relatief gul in de senaat opnam.
De senaat werd aangevuld door een groot aantal nieuwe leden. Door de burgeroorlog en de erop volgende proscripties was het aantal nog levende senatoren flink gedaald. Maar ook vanwege het feit dat Sulla de senaat een grotere rol gaf in de Republiek (onder andere in de gerechtshoven) waren er meer senatoren nodig en daarom verhoogde Sulla het aantal senatoren van 300 naar 600.
Na de uitbreiding van het aantal senatoren bestond de raad voor haast drie vierde uit politieke neofieten (homo novus), wiens families traditioneel gezien niet tot de leidende families van de republiek hadden behoord. De veranderingen van Sulla waren een opzienbarende omwenteling in de persoonlijke structuur van de senaat, zoals tot dan toe niet was voorgekomen.
Sulla veranderde ook de mogelijkheden tot opname in de senaat. Tot dan toe hadden de censoren aan de hand van de levenswandel en financiële positie over de opname in de senaat besloten en konden door middel van een nota censoria ("berisping van de censoren") ook iemand weer uit deze raad verwijderen. Aangezien dit echter een uiterst subjectief proces was, bepaalde Sulla dat de toegang tot de senaat automatisch zou worden toegestaan, wanneer een kandidaat quaestor werd. Tegelijkertijd verhoogde hij het aantal quaestores van ongeveer 10 tot 20. Aangezien hierdoor de censores van haast al hun bevoegdheden waren beroofd, werden er van 86 tot 70 v.Chr. geen meer aangesteld.
Voor het bestuur van de provinciae legde Sulla verplicht vast dat de beide consuls en naar acht uitgebreide praetors hun eenjarige ambtsperiode in Rome vervulden en op het einde van deze als respectievelijk proconsul of propraetor een stadhouderschap op zich namen. De propraetores werden hierbij voor één jaar tijd met het stadhouderschap van een van de kleinere provinciae belast. Sulla wou ook het machtsmisbruik van de stadhouders verhinderen. De senaat regelde daarom voortaan de verdeling van de provinciae. De stadhouders moesten binnen de dertig dagen na de aankomst van hun opvolger de provincia verlaten. Een overschrijden van de grenzen van de provinciae en dus een niet door de senaat goedgekeurde oorlogsvoering was hen evenzeer verboden als een onwettig verlaten van hun ambtsgebied.
Met de versterking van de senaat perkte Sulla tegelijkertijd de bevoegdheden van de tribuni plebis sterk in. Van nu af aan verhinderde de positie van tribunus plebis een verdere klim op de cursus honorum en de tribuni plebis moesten elk wetsvoorstel, dat ze aan de volksvergadering wensten voor te leggen, door de senaat laten bekrachtigen. Ook konden de tribuni plebis niet langer tegen elke maatregel van staatswege hun veto uitspreken, maar slechts alleen wanneer een burger bijstand tegen een verordening van een magistraat vroeg. Door deze maatregelen werd het volkstribunaat weer tot directe bijstand voor medeburgers beperkt, zoals bij het begin van de standenstrijd in de 5e eeuw v.Chr. het geval was. De regeling zou verhinderen dat politiek eergierige en getalenteerde kandidaten het volkstribunaat als platform voor hun verdere politieke carrière konden gebruiken. Slechts zijn - sterk door een aan optimates eigene instelling – respect voor de instellingen van de res publica en zijn angst voor ordeverstoringen door de Romeinse stadsbevolking weerhielden Sulla van een volledige afschaffing van dit ambt.
Hoewel Sulla als dictator legibus scribundis et rei publicae constituendae ("dictator om wetten te schrijven en de republiek in orde te brengen") was aangetreden, liet hij overeenkomstig de Romeinse constitutie de comitia centuriata over al zijn leges Corneliae stemmen. Doch was er na de radicale uitschakeling van zijn politieke tegenstanders amper weerstand tegen Sulla's wetsontwerpen te verwachten.
Sulla kende aan het consulaat een belangrijke rol toe. In zijn wetten legde hij de cursus honorum (quaestor – praetor – consul) bindend vast. Hij deed dit deels omdat er verscheidene kandidaten waren die het impopulaire ambt van praetor, waarvoor men een groot aantal uitspraken en wetten moest beheersen, oversloegen om zo snel mogelijk het ambt van consul te bereiken. Voortaan was het overslaan van de praetuur niet meer mogelijk. Daarom werd ook het aantal posten als quaestor en praetor verhoogd. Verder legde Sulla de minimumleeftijd voor de ambten op bindende wijze vast. Men kon vanaf dat men zijn dertigste levensjaar had voltooid quaestor worden, vanaf veertig jaar praetor en eens men vijfendertig jaar oud was, kon men consul worden. Een herverkiezing als consul (iteratie) was pas na tien jaren wachten mogelijk. Het eerste slachtoffer van deze nieuwe regeling was Quintus Lucretius Ofella. Deze had zich op militair vlak tijdens het beleg van Praeneste verdienstelijk gemaakt en dingde nu in 81 v.Chr. naar het consulaat, hoewel hij noch quaestor noch praetor was geweest. Toen Ofella Sulla's veto hiertegen niet wou accepteren, liet de dictator hem doden.

#### Hervorming van de Romeinse Republiek
Sulla trof talrijke maatregelen om zijn hervormingswerk veilig te stellen. Hij stelde vele politieke vrienden in invloedrijke posities aan. Vooral door een gerichte huwelijkspolitiek was Sulla van plan om ganse families en hun macht aan zijn eigen persoon te binden. Deze personen werden wegens hun nauwe banden met de dictator ook Sullani genoemd.
De militaire en sociale bescherming ervan zou door de vestiging van veterani gebeuren. Volgens Appianus werden drieëntwintig legioenen met land bedeeld. Door de vestiging van veterani werden Sulla's soldaten voor hun daden beloond. Sulla verzaakte daarbij grotendeels aan de stichting van coloniae, aangezien hij zijn soldaten in die Italische steden vestigde, die hen bij zijn veroveringstocht hadden bestreden. De soldaten werden met het land en de huizen van Sulla's tegenstanders bedeeld, die waren verdreven, onteigend of gedood geworden. Het land werd aan de veterani waarschijnlijk niet als privaateigendom (ager privatus optimo iure) overgedragen, maar het bezat vermoedelijk de rechtsstatus van een ager publicus en was hierdoor onderworpen aan een verkoopsverbod. Zo zou Sulla nadat hij in 89 v.Chr. Pompeï had veroverd op de Samnieten, hier in 80 v.Chr. zijn veterani vestigen en de stad naar zijn beschermgodin en gens hernoemen tot Colonia Veneria Cornelia Pompeianorum.
Om zijn systeem verder van steun te voorzien, verleende Sulla aan meer dan 10 000 jonge en sterke slaven van de geproscribeerden het burgerrecht, waardoor ze deel gingen uitmaken van de plebejers. Ze droegen voortaan zijn naam en stonden als Cornelii bekend. Daarmee beschikte Sulla over talrijke getrouwen onder het plebs, die het gewone volk in het gareel zouden houden.

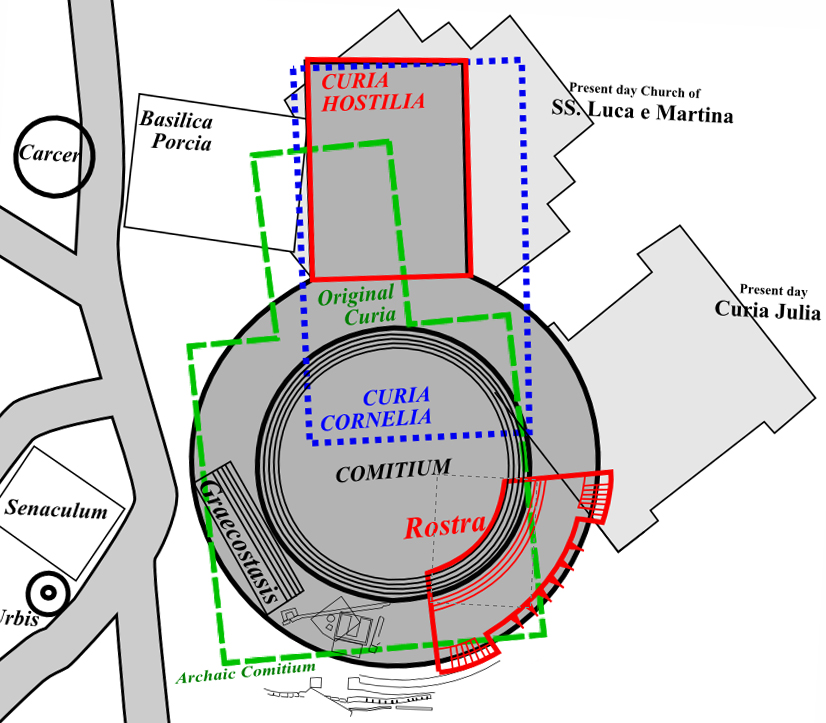
Plattegrond van de verschillende curiae aan het Forum Romanum:

In 80 v.Chr. - Sulla was nog steeds dictator - werd hij voor een tweede maal verkozen tot consul, samen met Quintus Caecilius Metellus Pius. Hij liet datzelfde jaar ook de Curia Hostilia herstellen en vergroten (later door zijn zoon Faustus hernoemd tot Curia Cornelia, om de door hem uitgebreide senaat te kunnen huisvesten. Het jaar daarop (79 v.Chr.) wenste men hem opnieuw te verkiezen, maar dit weigerde hij en hij stelde Appius Claudius Pulcher en Publius Servilius Vatia Isauricus aan als consules.

#### Abdicatie (79 v.Chr.)
Daarop besloot Sulla aan het begin van het jaar 79 v.Chr., na een tweejarig bewind, voor de  comitia zijn dictatuur neer te leggen en de rest van zijn dagen in rust en vrij van staatszorgen door te brengen. Hij deelde zijn besluit aan het verzamelde volk mee en verklaarde zich bereid, rekenschap af te leggen.
Over de concrete redenen voor de abdicatie werden in het historische onderzoek verschillende overwegingen aangevoerd. Hierbij worden politieke, persoonlijke en religieus-spirituele motieven naar voren geschoven. Enerzijds wordt aangenomen dat Sulla's terugtreding overeenkomstig de constitutionele tradities gebeurde, aangezien hij zijn opdracht, de restauratie van de constitutie, als met succes afgesloten beschouwde. Ook Karl Christ neemt aan dat Sulla door zijn afdanking het negatieve precedent van een al te lange dictatuur wou vermijden. Daarenboven voert hij aan dat de lange periode van burgeroorlogen en de daarop aansluitende binnenlandse politieke twisten ook omwille van zijn hoge leeftijd een politieke vermoeidheid bij Sulla hebben bewerkstelligd, zodat hij zich een landelijk leven wenste. Volgens Plutarchus zou een Chaldeër hem ooit hebben voorspeld dat hij na een roemvol leven op het toppunt van geluk zou sterven, waardoor Sulla volgens Hans Volkmann zou hebben besloten om zijn werk zo snel mogelijk te beëindigen, zodat hem nog rustige dagen zouden resten. Hij kon dit zonder bezorgdheid doen, zowel omwille van de grote vrees die het volk nog steeds voor hem koesterde, als om de macht van zijn partij (optimates).
Toen Sulla na zijn abdicatie, zonder lictoren en lijfwacht als privé-persoon naar zijn huis wandelde, werd hij door een jongen tot bij zijn huis nageschreeuwd. Bij het naar binnen gaan sprak hij rustig de profetische woorden: "Deze jongen zal er nog eens voor zorgen, dat niemand, die eenmaal zoveel macht in handen heeft (als ik had) die weer uit handen geeft."
Nadat Sulla zich had teruggetrokken, stelde Marcus Aemilius Lepidus zich, tegen de wil van Sulla en met de steun van Pompeius Magnus, kandidaat voor het consulaat van 78 v.Chr. Hij werd verkozen, samen met Quintus Lutatius Catulus. Gedurende zijn consulaat zou hij zich afzetten tegen de politiek van Sulla, wat hem in conflict bracht met zijn collega Catulus, een trouwe aanhanger van Sulla, en de optimates.

### Dood (78 v.chr.)
Na de abdicatie verliet Sulla samen met zijn vijfde echtgenote Valeria Rome om op zijn landgoed te Posillipo bij Puteoli nog eenmaal naar de levenswijze van zijn beginjaren terug te keren. Hij leefde nu voortaan in de nabijheid van Puteoli op een bekoorlijke villa, waar hij in tweeëntwintig boeken zijn gedenkschriften (ὑπομνήματα) in het Grieks opstelde, zonder ze echter te kunnen voltooien. Cornelius Epicadus, een vrijgelaten slaaf van hem, werkte ze af. Deze zijn evenwel niet bewaard gebleven, maar Plutarchus heeft er in verscheidene van zijn levensbeschrijvingen vlijtig gebruik van gemaakt. Daarnaast beëindigde hij de conflicten in Puteoli tussen de oorspronkelijke burgers en de daar zich gevestigd hebbende veterani, door de stad een nieuwe constitutie te geven.
Hij stierf reeds in 78 v.Chr. aan de gevolgen van zijn losbandig leven, volgens sommigen aan de schaamluizenziekte of aan de gevolgen van een inwendige bloeding, naar men zei omwille van zijn conflict met Granius, de duumvir van Puteoli (Dicaearchia). Overeenkomstig zijn verlangen in zijn testament werd zijn lijk op de campus Martius verbrand, omdat hij niet wou dat zijn lijk - zoals hijzelf met dat van Marius had gedaan - zou worden onteerd. Hij was daarmee de eerste uit de gens Cornelia, wiens lijk niet begraven, maar verbrand werd. Op initiatief van de consul Quintus Lutatius Catulus en Pompeius werd door de senaat de eerste staatsbegrafenis van de late Romeinse Republiek besloten. Zijn begrafenis diende volgens Karl Christ deels als voorbeeld voor de latere bijzettingen van Caesar en de Romeinse principes (keizers). Gelijk vele overweldigers, beschouwde ook hij zich als een werktuig in de hand van de goden (in het bijzonder van Venus) en geloofde steeds als zodanig te handelen en daarom op een zekere hulp van boven te kunnen rekenen.
Na zijn overlijden schonk zijn vrouw Valeria, die toen hij stierf zwanger was, het leven aan een dochter, die Cornelia Postuma werd genoemd.

## Invloed
Reeds acht jaar na zijn dood werden de belangrijkste wetten van Sulla teruggedraaid. Zo werd het recht tot het doen van wetsvoorstellen voor tribunus plebis opnieuw ingesteld (Lex Pompeia Licinia de tribunicia potestate, 70 v.Chr.), waardoor dit ambt, dat sinds de Gracchen vaak veroorzaker van sociaal gemotiveerd geweld was geweest en zich sindsdien tot een machtsinstrument van (vooral) de populares had ontwikkeld, zodoende weer een geducht tegenstander van de senaat vormde. Ook de wet uit 80 v.Chr., waardoor quaestiones perpetuae (permanente gerechtshoven) enkel met senatoren werden gevuld, werd opgeheven. Het ambt van censor werd eveneens in ere hersteld, waardoor herstructureringen van de senatoriale klasse werden mogelijk gemaakt. Het prangende binnenlandse probleem van de veterani loste Sulla weliswaar in zijn voordeel op, maar het bleek geen duurzame regeling te zijn, want het voorgestelde verkoopverbod, dat tot doel had om de door Sulla begunstigde veterani op lange termijn in hun grondbezit te verzekeren, faalde: vele veterani maakten schulden en vonden middelen en manieren om het hun toegewezen land opnieuw van de hand te doen.
Sulla's hervorming van de senatoriale loopbaan (cursus honorum) bleef grotendeels behouden. Het ambt van quaestor bleef evenzeer aan de toetreding tot de senaat verbonden als het aan de beide hoogste ambten (praetor en consul) gekoppelde stadhouderschap (respectievelijk als propraetor en proconsul). Augustus bracht maar weinig veranderingen aan in de door Sulla ingevoerde indeling van de senaat en beperkte het aantal senatoren weer tot 600, nadat Caesar het tot 900 had verhoogd. Sulla's systematische indeling van het stafrechtelijk systeem en enkele van zijn wetten zouden tot lang in de Keizertijd van kracht blijven.

### Beeldvorming van Sulla in de oudheid
De beeldvorming van Sulla werd in de oudheid in grote mate bepaald door diens memoires, waarvan het zelfportret en de rechtvaardiging tot in de 2e eeuw n.Chr. bleven doorwerken. De door Caesar begonnen heropleving van de partij van de Marianen versterkte anderzijds evenwel de oude anti-Sullaanse tendensen. Deze tegenstrijdige posities worden weerspiegeld in de antieke bronnen, waarin tot aan Sulla's overwinning bij de Porta Collina diens positieve eigenschappen en verwezenlijkingen volledig worden erkend, maar de dictator daarna als de klassieke belichaming van de crudelitas (wreedheid) van een tiran wordt gediscrediteerd.
De in het Latijn schrijvende historici bieden geen omvangrijk en consistent beeld van Sulla, hoewel hij als een van de canonieke grote mannen van de Romeinse geschiedenis werd beschouwd en was opgenomen in het werk van Marcus Terentius Varro Reatinus. Beide hoofdbronnen voor de periode van Sulla zijn de in het Grieks geschreven werken van Appianus en Plutarchus. Sulla wordt bij Plutarchus in zijn Parallelle Levens (Βίοι Παράλληλοι), waarin de morele en zedelijke criteria van de klassieke en Griekse filosofie overheersen, meestal als een typische Griekse tiran aanzien, waarbij zijn dapperheid en krijgskunst positief worden beoordeeld. Hij wordt gekoppeld aan de Spartaanse generaal en strateeg Lysander. De voorstelling van Sulla bij Appianus, die zich uit overtuiging met het principaat en imperium identificeerde, is daarentegen altijd gunstig.
In het historische onderzoek werd Cicero's relatie met Sulla veelvuldig bediscussieerd. Eén groep zag hem als partijganger van Sulla (optimates), terwijl anderen hem als een neutrale waarnemer beschouwen. Cicero wees enerzijds de absolute machtspositie van een enkeling stellig af, daar het onvermijdelijk tot misbruik moest leiden, erkende anderzijds dat Sulla's dictatuur als middel voor de reorganisatie en redding van de res publica onvermijdelijk was. Toen in 49 v.Chr. een nieuwe Burgeroorlog uitbrak, dook de herinnering aan Sulla weer op. De consul Lucius Cornelius Lentulus Crus pochte een tweede Sulla te zullen worden en de woordvorming sullaturire – "Sulla na-apen" – werd een gebruikelijke uitdrukking.
Julius Caesar distantieerde zich van de politiek van Sulla. Zo zei hij dat Sulla door zijn ambt als dictator neer te leggen, blijk gaf een politieke analfabeet te zijn. Hij plaatste ook zijn eigen milde, spreekwoordelijke clementia Caesaris, tegenover Sulla's politiek, waarmee hij zich van de wreedheid van Sulla's dictatuur distantieerde. Caesars milde politiek kreeg echter geen navolging. De triumviri Marcus Aemilius Lepidus, Marcus Antonius en Octavianus (de latere keizer Augustus) grepen met hun proscripties opnieuw terug naar Sulla's methodes en motiveerden dit door te verwijzen naar de gevolgen van Caesars grootmoedige politiek van clementia. In het latere principaat van Augustus werd de vijandschap tussen optimates en populares opgelost.
Strabon, die drie generaties later door de landschappen van Samnium zwierf, bevestigde wat Sulla's kruistocht dit land had aangedaan: "en nadat hij zijn conscriptielijst had opgesteld, rustte hij niet, tot hij allen, die de naam Samniet droegen, had vermoord of uit Italië verdreven; diegenen die hem deze vijandigheid verweten, zei hij dat hij door ondervinding had geleerd dat er voor niemand van de Romeinen vrede zou zijn, zolang als er Samnieten zouden bestaan". Volgens Strabon was dit doel zo consequent bereikt, dat hij geen enkele van de nog overgebleven plaatsen in Samnium de naam stad waardig achtte. De filosoof Lucius Annaeus Seneca haalde Sulla in zijn verhandeling over de mildheid van een heerser aan als afschrikwekkend voorbeeld en bestempelde hem wegens zijn massadodingen als een tiran. Plutarchus verweet Sulla dat hij zichzelf tot dictator had benoemd en daarmee de grondwet had geschonden.
Onder Octavianus, Galba, Vitellius, Vespasianus, Septimius Severus, en in het bijzonder in de tijd van de soldatenkeizers en in de late oudheid, kwam het tot nieuwe marsen op Rome. Openlijk toonde alleen Septimius Severus zich in 197 n.Chr. belijder van Sulla's politiek van hardheid en geweld. Zijn zoon Caracalla, die deze overtuiging deelde, liet Sulla's grafmonument renoveren. In de 5e eeuw rechtvaardigde Augustinus van Hippo de militaire ondergang van het gekerstende Rijk en wees er in dit verband op, dat de proscripties van Sulla de toenmalige moorden van de Galliërs en Goten hadden overtroffen.

### Beeldvorming van Sulla na de oudheid
Niccolò Machiavelli besprak de rol van Sulla in de Romeinse geschiedenis op verscheidene plaatsen in zijn werk Discorsi sopra la prima deca di Tito Livio. Hij merkte op dat Sulla samen met Marius de eerste was om de legioenen voor zijn eigen politieke doeleinden in te zetten.
Het beeld van Sulla zou na de oudheid overwegend negatief zijn. Zo merkt Montesquieu (die voorheen in 1722 ook al een Dialogue de Sylla et d'Eucrate had geschreven) in zijn Considérations sur les causes de la grandeur des Romains et de leur decadence (1734) op: "hij had twee keuzes gemaakt, die het Rome later onmogelijk maakte om haar vrijheid te bewaren." Hiermee doelde hij op het feit dat hij land van Romeinse burgers aan zijn soldaten schonk en als eerste proscripties invoerde. Pierre Corneille laat in zijn tragedie Sertorius (1662) de hoofdfiguur Sulla's dictatuur hekelen.
De door Juan Luis Vives geschreven Declamationes Sullanae (1520, herzien in 1538) zijn vijf door hem in de mond van echte en fictieve historische personages gelegde redevoeringen in reactie op de abdicatie van Sulla. Dit aan prins Ferdinand, de jongere broer van keizer Karel V, toegewijde werk moest voor deze dienen als een gids tot het politieke leven en het ethisch handelen op politiek vlak en werd door Vives' tijdgenoten Desiderius Erasmus en Thomas More bewonderd. Vives durft in dit werk ook te overdrijven door onder andere te omschrijven hoe Sulla de afgehakte hoofden van zijn vijanden zou hebben tentoongesteld tijdens een banket.

### Geschiedenis van het historische onderzoek
In het historisch onderzoek werden weliswaar een aantal monografieën over hem gepubliceerd, maar slechts weinig samenvattende biografieën. Een beoordeling van Sulla vond daarom in de eerste plaats in de algemene voorstellingen van de Romeinse geschiedenis plaats.
Theodor Mommsen was gefascineerd door Sulla, die consequent voor de zaken van zijn stand handelde en daarbij niet in individueel machtsgenot verviel. Mommsens oordeel over Sulla was dienovereenkomstig in zijn Römischen Geschichte in het midden van de 19e eeuw reeds van in het begin positief. Hij roemde Sulla als "edelste en dapperste officier". Mommsen onderscheidde zijn dictatuur consequent van de bestaande vorm van dictatuur en oordeelde afsluitend: "Sulla is inderdaad een van de wonderbaarlijkste, men mag misschien zelfs zeggen een unieke verschijning in de geschiedenis."
Leopold von Ranke schatte in zijn Weltgeschichte daarentegen Marius hoger in dan Sulla en beschouwde deze laatste als eerste monarch van de Romeinse Republiek.
In de jaren 1930 verschenen er vele verschillende publicaties met zeer uiteenlopende waarderingen. Jérôme Carcopino verdedigde in 1931 in zijn werk Sylla ou la monarchie manquée de opvatting dat Sulla van het begin af aan een militaire monarchie zou hebben nagestreefd. Het neerleggen van de dictatuur zou dan door een nieuwe interne politieke crisis, in het bijzonder onder druk van de consuls Appius Claudius Pulcher en Publius Servilius Vatia, maar ook van Pompeius en een groep senatoren zijn afgedwongen geworden. Helmut Berve trachtte in 1931 om Sulla's wezen en betekenis voor de klasse van de Romeinse aristocraten aan te tonen. Hij vormde zijn beeld van Sulla als een bewust contrast met dat van Theodor Mommsen en kwam tot een negatief oordeel: "In de koude onpersoonlijkheid en starre monumentaliteit van zijn werken, in zijn overeenkomstig zijn stand en politieke vooringenomenheid verschijnt hij als de laatste oude Romein" Daarentegen gaf Hugh Last in 1932 in de handboekenreeks Cambridge Ancient History een beschrijving van de gebeurtenissen die grotendeels waren gebaseerd op de voorstellingen bij Appianus en Plutarchus. Deze laatste roemde enerzijds de maatschappelijke virtuositeit van de levensgenieter, maar verzweeg anderzijds ook diens verachting van alle menselijke waardes niet.
Tijdens de periode van het nationaalsocialisme werd Sulla door Wilhelm Weber in de Neuen Propyläen-Weltgeschichte met woorden zoals "Rasse" (ras), "Blut" (bloed) en "Lebensraum" (levensruimte) in de nationaalsocialistische ideologie ingepast.
In de Engelstalige wereld trad sinds de jaren 1950 in het bijzonder Ernst Badian met meerdere gespecialiseerde onderzoeken op de voorgrond, in dewelke hij vooral prosopografische en chronologische vragen behandelde. Badian wees erop, dat de Romeinse binnenlandse politiek hoe dan ook slechts in grote lijnen bekend was. Alfred Heuß plaatste in de jaren 1960 nuchtere constitutioneel-rechtelijke aspecten centraal in zijn beschrijvingen. Volgens zijn leerling Jochen Bleicken onderwierp Sulla de constitutie van de Romeinse Republiek aan een grondige analyse. Met behulp "van een volledig nieuwe vorm van dictatuur" zette hij zich in voor het wegwerken van constitutionele misverstanden en lacunes. In de historische opvatting van de Duitse Democratische Republiek werd aan de persoon van Sulla weinig belang gehecht, daar de Spartacusopstand de betekenis van de senatoriale restauratie onder Sulla overschaduwde. In de Franstalige wereld werden de belangrijkste werken door François Hinard in de jaren 80 van de 20e eeuw gepubliceerd. Hinard schreef een biografie van Sulla en beschreef de eigen aard van zijn dictatuur door deze ook te vergelijken met moderne dictaturen.
De oudhistoricus Karl Christ (2002) keerde zich in zijn monografie tegen een eenzijdige typologische beoordeling (de "laatste oude Romein", "monarch", "revolutionair", "restauratieve hervormer" of "restauratieterrorist") van Sulla. Christ legde voor een karakterisering het zwaartepunt bij Sulla als militair en politicus alsook bij zijn verhouding tot het transcendentale vlak. Christ stelde vast dat Sulla een "niet aangevochten militaire autoriteit" genoot en beschouwde hem als een van de meest succesvolle veldheren van Rome. Op politiek vlak stelde Christ talrijke verbeteringen in administratie en rechtspraak vast. Desalniettemin was Sulla voor Christ geen "buitengewoon staatsman en politicus". Tijdens zijn dictatuur ging Sulla namelijk van "twee fundamenteel verkeerde inschattingen uit". De machtsstructuur van een heerschappij van senaat en standen kon niet langer op duurzame wijze voldoen aan de eisen, die de omvang van het Romeinse Rijk in de 1e eeuw v.Chr. stelden. Bovendien was de Romeinse leidende klasse intern verdeeld en vertoonde niet langer de geslotenheid van de klassieke Republiek. Op het transcendentale vlak stelde Christ vast, dat de afbeeldingen op Sulla's munten in de republikeinse traditie passen en niet op een alleenheerschappij wijzen.
Wanneer men zich focust op Sulla's politieke hervormingswerk, blijkt uit deze een ernstige bekommernis om de Republikeinse constitutie op te maken waardoor Sulla als "laatste Republikein" is bestempeld geweest. Vele studies over Sulla brengen echter ook het feit in rekening dat de gewelddadige excessen van de proscripties niet van zijn politieke werken zijn los te denken.

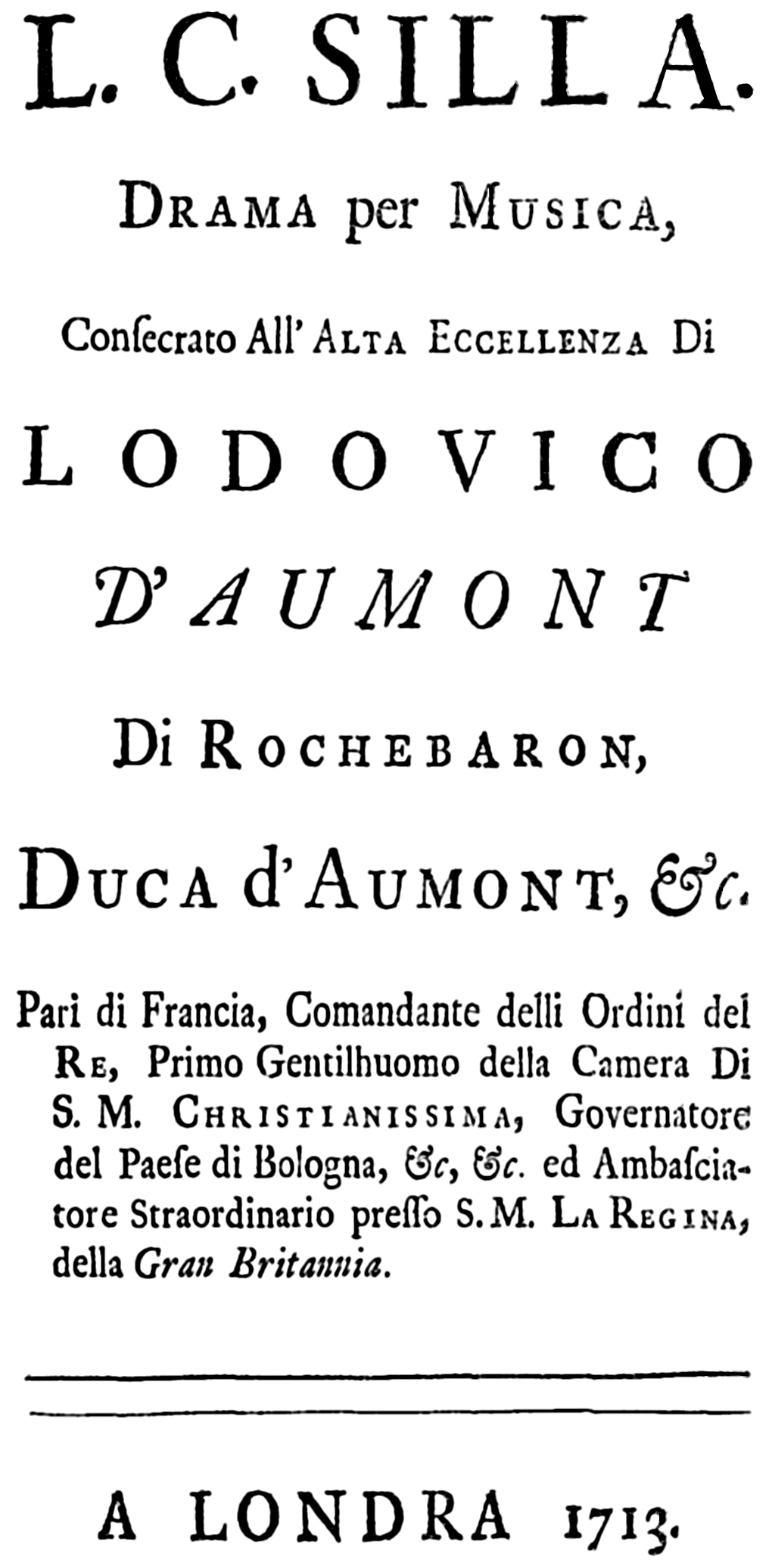
Titelpagina van het libretto van Händels Lucio Cornelia Silla (1713).

### Sulla in de kunst
Georg Friedrich Händel behandelde in zijn opera Lucio Cornelio Silla (1713) de historische persoon van Sulla. Carl Heinrich Graun componeerde zijn opera Silla (1753) op basis van een libretto van Frederik de Grote.
De bekendste bewerking van de Sulla-stof is echter Mozarts opera Lucio Silla (1772), die de grootmoedigheid van een absoluut heerser in Romeins gewaad verduidelijkt. In dit verhaal heeft dictator Sulla een oogje laten vallen op de verloofde van de verbannen senator Cecilio. De opera was gebaseerd op een libretto van Giovanni de Gamerra dat door Pietro Metastasio was aangepast. Ook Pasquale Anfossi (Lucio Silla, 1774), Johann Christian Bach (Lucio Silla, 1775-1776)) en Michele Mortellari (Lucio Silla, 1779) schreven opera's op basis van dit libretto.
De toneelschrijver Christian Dietrich Grabbe schilderde in zijn jeugdfragment Marius und Sulla (1813-1827) Sulla's twijfel over zijn eigen werk, de verachting van de mensen alsook de wereld en ten slotte het neerleggen van de macht en de terugkeer naar de eenzaamheid. Grabbe bewonderde in Napoleon Bonaparte het type van een machtsmens en zag de dwingelandij van de grote individuen ook in Marius en Sulla belichaamd. De tragedie Sylla (1821) van Victor-Joseph Étienne de Jouy, die na de dood van Napoleon werd gepubliceerd, prees Sulla's vrijwillige aftreden.

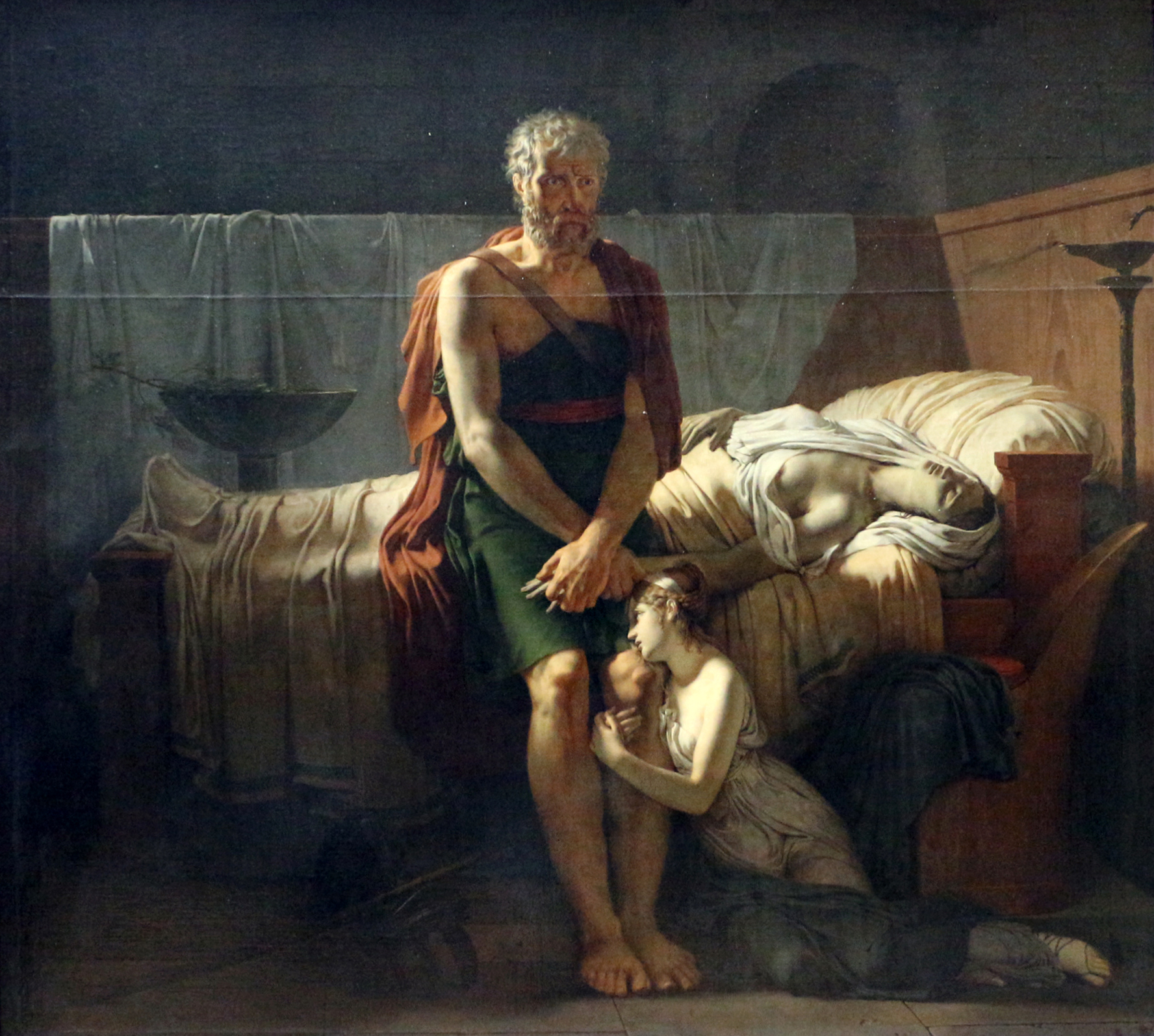
Le Retour de Marcus Sextus van Pierre-Narcisse Guérin (1799, Louvre, Parijs).

De Franse schilder Pierre-Narcisse Guérin liet zich door de proscripties inspireren voor zijn schilderij Le Retour de Marcus Sextus (De terugkeer van Marcus Sextus), dat op de Parijse salon van 1799 veel indruk maakte. Het stelde de fictieve Marcus Sextus voor die bij thuiskomst zijn vrouw, die slachtoffer was geworden van de proscripties, dood aantreft. Het werk werd toentertijd reeds gezien als een toespeling op de Terreur van Maximilien de Robespierre.
De in 1945 vermoorde verzetsstrijder Albrecht Haushofer ensceneerde in zijn drama Sulla (1938) het leven in een dictatuur en beschreef de ontwikkeling van de zelfzekere veldheer en dictator tot irriterende heerser.
Bellettristische bewerkingen na 1945 zijn onder andere afkomstig van de Britse historicus Peter Green met The Sword of Pleasure, being the Memoirs of the Most Illustrious Lucius Cornelius Sulla (1957) en de Australische auteur Colleen McCullough met haar romans De macht en de liefde (The First Man in Rome, 1990) en Een kroon uit gras (The Grass Crown, 1991), die op het conflict tussen Marius en Sulla zijn gebaseerd, alsook Gunsteling van de goden (Fortune's Favourites, 1993) over Sulla's dictatuur. Ook de Poolse schrijver Władysław Strumski wijdde zijn roman Tyran (1984) aan de figuur van Sulla. Jutta Deegener schreef over hem de historische romans Sulla. Roman über die Spätzeit der Römischen Republik (1997) en Der Fuchs von Rom (2001).

## Portret
De eerste uit de literaire overlevering bekende afbeelding van Sulla was een standbeeld, dat koning Bocchus van Mauretanië in 91 v.Chr. op het Capitool in Rome liet oprichten. Talrijke standbeelden kreeg Sulla tijdens zijn verblijf in het Oosten, na zijn overwinning in de burgeroorlog ook in Italië. Sulla was een van de eersten om standbeelden en munten die zijn overwinningen vierden als propaganda te gebruiken. Het bekendste was een verguld ruiterstandbeeld nabij de rostra op het Forum Romanum. Geen van deze standbeelden is bewaard gebleven. Het enige door een opschrift bevestigd portret bevindt zich op een munt, die Sulla's kleinzoon Quintus Pompeius Rufus rond 55 v.Chr., aldus meer dan 20 jaar na de dood van de dictator, liet slaan.
Talrijke pogingen zijn ondernomen, om door vergelijking met het muntportret een anoniem overgeleverd beeld met Sulla te identificeren. In 2003 heeft Volker Michael Strocka zich uitvoerig met de vraag beziggehouden en voorgesteld, zoals reeds Klaus Fittschen voor hem, een buste in de Ny Carlsberg Glyptotek in Kopenhagen, dat uit het oostelijk Middellandse Zeegebied afkomstig zou kunnen zijn, als portret van Sulla te identificeren. Replica's ziet Strocka in een standbeeld in het Vaticaan, een bronzen hoofd uit Verona en meerdere laat-republikeinse gemmen.
Andere, door sommige onderzoekers met Sulla geïdentificeerde, portretten bevinden zich ook in de Ny Carlsberg Glyptotek (de zogenaamde "Sulla Barberini" en een andere buste), in de Glyptothek München (zie het portret bovenaan dit artikel; een identificatie die het laatst vooral werd verdedigd door Götz Lahusen), alsook in het Vaticaan (twee verschillende types hoofden), Venetië en Malibu.

## Stamboom
|                              |                              |                              |                              |                              |                              |            |            |                     |                     |                     |                     | Publius Cornelius Rufinus (consul in 290, dictator voor 285, consul in 277) |                                                                   |                                                                   |                                                                   |                                                                   |                                                                   |                                                |                                                |                                                |                                                |                            |                            |                            |                            |                         |                         |                         |                         |  |  |                                          |                                          |                                          |                                          |                                          |                                          |  |  |                |                |                 |                 |                 |                 |                 |                 |                                        |                                        |                                        |                                        |                                        |                                        |                        |                        |  |  |                                         |                                         |                                         |                                         |                                         |                                         |  |  |  |  |                                                   |                                                   |                                                   |                                                   |                                                   |                                                   |  |  |  |  |  |  |  |  |  |  |
|                              |                              |                              |                              |                              |                              |            |            |                     |                     |                     |                     |                                                                             |                                                                   |                                                                   |                                                                   |                                                                   |                                                                   |                                                |                                                |                                                |                                                |                            |                            |                            |                            |                         |                         |                         |                         |  |  |                                          |                                          |                                          |                                          |                                          |                                          |  |  |                |                |                 |                 |                 |                 |                 |                 |                                        |                                        |                                        |                                        |                                        |                                        |                        |                        |  |  |                                         |                                         |                                         |                                         |                                         |                                         |  |  |  |  |                                                   |                                                   |                                                   |                                                   |                                                   |                                                   |  |  |  |  |  |  |  |  |  |  |
|                              |                              |                              |                              |                              |                              |            |            |                     |                     |                     |                     | Publius Cornelius Rufinus Sulla (flamen Dialis rond 250)                    |                                                                   |                                                                   |                                                                   |                                                                   |                                                                   |                                                |                                                |                                                |                                                |                            |                            |                            |                            |                         |                         |                         |                         |  |  |                                          |                                          |                                          |                                          |                                          |                                          |  |  |                |                |                 |                 |                 |                 |                 |                 |                                        |                                        |                                        |                                        |                                        |                                        |                        |                        |  |  |                                         |                                         |                                         |                                         |                                         |                                         |  |  |  |  |                                                   |                                                   |                                                   |                                                   |                                                   |                                                   |  |  |  |  |  |  |  |  |  |  |
|                              |                              |                              |                              |                              |                              |            |            |                     |                     |                     |                     |                                                                             |                                                                   |                                                                   |                                                                   |                                                                   |                                                                   |                                                |                                                |                                                |                                                |                            |                            |                            |                            |                         |                         |                         |                         |  |  |                                          |                                          |                                          |                                          |                                          |                                          |  |  |                |                |                 |                 |                 |                 |                 |                 |                                        |                                        |                                        |                                        |                                        |                                        |                        |                        |  |  |                                         |                                         |                                         |                                         |                                         |                                         |  |  |  |  |                                                   |                                                   |                                                   |                                                   |                                                   |                                                   |  |  |  |  |  |  |  |  |  |  |
|                              |                              |                              |                              |                              |                              |            |            |                     |                     |                     |                     | Publius Cornelius Sulla (praetor urbanus et peregrinus in 212)              |                                                                   |                                                                   |                                                                   |                                                                   |                                                                   |                                                |                                                |                                                |                                                |                            |                            |                            |                            |                         |                         |                         |                         |  |  |                                          |                                          |                                          |                                          |                                          |                                          |  |  |                |                |                 |                 |                 |                 |                 |                 |                                        |                                        |                                        |                                        |                                        |                                        |                        |                        |  |  |                                         |                                         |                                         |                                         |                                         |                                         |  |  |  |  |                                                   |                                                   |                                                   |                                                   |                                                   |                                                   |  |  |  |  |  |  |  |  |  |  |
|                              |                              |                              |                              |                              |                              |            |            |                     |                     |                     |                     |                                                                             |                                                                   |                                                                   |                                                                   |                                                                   |                                                                   |                                                |                                                |                                                |                                                |                            |                            |                            |                            |                         |                         |                         |                         |  |  |                                          |                                          |                                          |                                          |                                          |                                          |  |  |                |                |                 |                 |                 |                 |                 |                 |                                        |                                        |                                        |                                        |                                        |                                        |                        |                        |  |  |                                         |                                         |                                         |                                         |                                         |                                         |  |  |  |  |                                                   |                                                   |                                                   |                                                   |                                                   |                                                   |  |  |  |  |  |  |  |  |  |  |
|                              |                              |                              |                              |                              |                              |            |            |                     |                     |                     |                     | Publius Cornelius Sulla (praetor in 186)                                    |                                                                   |                                                                   |                                                                   |                                                                   |                                                                   |                                                |                                                |                                                |                                                |                            |                            |                            |                            |                         |                         |                         |                         |  |  |                                          |                                          |                                          |                                          |                                          |                                          |  |  |                |                |                 |                 |                 |                 |                 |                 |                                        |                                        |                                        |                                        |                                        |                                        |                        |                        |  |  |                                         |                                         |                                         |                                         |                                         |                                         |  |  |  |  |                                                   |                                                   |                                                   |                                                   |                                                   |                                                   |  |  |  |  |  |  |  |  |  |  |
|                              |                              |                              |                              |                              |                              |            |            |                     |                     |                     |                     |                                                                             |                                                                   |                                                                   |                                                                   |                                                                   |                                                                   |                                                |                                                |                                                |                                                |                            |                            |                            |                            |                         |                         |                         |                         |  |  |                                          |                                          |                                          |                                          |                                          |                                          |  |  |                |                |                 |                 |                 |                 |                 |                 |                                        |                                        |                                        |                                        |                                        |                                        |                        |                        |  |  |                                         |                                         |                                         |                                         |                                         |                                         |  |  |  |  |                                                   |                                                   |                                                   |                                                   |                                                   |                                                   |  |  |  |  |  |  |  |  |  |  |
|                              |                              |                              |                              |                              |                              |            |            |                     |                     |                     |                     | Lucius Cornelius Sulla                                                      |                                                                   |                                                                   |                                                                   |                                                                   |                                                                   |                                                |                                                |                                                |                                                |                            |                            |                            |                            |                         |                         |                         |                         |  |  |                                          |                                          |                                          |                                          |                                          |                                          |  |  |                |                |                 |                 |                 |                 |                 |                 |                                        |                                        |                                        |                                        |                                        |                                        |                        |                        |  |  |                                         |                                         |                                         |                                         |                                         |                                         |  |  |  |  |                                                   |                                                   |                                                   |                                                   |                                                   |                                                   |  |  |  |  |  |  |  |  |  |  |
|                              |                              |                              |                              |                              |                              |            |            |                     |                     |                     |                     |                                                                             |                                                                   |                                                                   |                                                                   |                                                                   |                                                                   |                                                |                                                |                                                |                                                |                            |                            |                            |                            |                         |                         |                         |                         |  |  |                                          |                                          |                                          |                                          |                                          |                                          |  |  |                |                |                 |                 |                 |                 |                 |                 |                                        |                                        |                                        |                                        |                                        |                                        |                        |                        |  |  |                                         |                                         |                                         |                                         |                                         |                                         |  |  |  |  |                                                   |                                                   |                                                   |                                                   |                                                   |                                                   |  |  |  |  |  |  |  |  |  |  |
|                              |                              |                              |                              |                              |                              |            |            |                     |                     |                     |                     |                                                                             |                                                                   |                                                                   |                                                                   |                                                                   |                                                                   |                                                |                                                |                                                |                                                |                            |                            |                            |                            |                         |                         |                         |                         |  |  |                                          |                                          |                                          |                                          |                                          |                                          |  |  |                |                |                 |                 |                 |                 |                 |                 |                                        |                                        |                                        |                                        |                                        |                                        |                        |                        |  |  |                                         |                                         |                                         |                                         |                                         |                                         |  |  |  |  |                                                   |                                                   |                                                   |                                                   |                                                   |                                                   |  |  |  |  |  |  |  |  |  |  |
|                              |                              |                              |                              | Ilia/Iulia                   | Ilia/Iulia                   | Ilia/Iulia | Ilia/Iulia | Ilia/Iulia          | Ilia/Iulia          |                     |                     | Lucius Cornelius Sulla Felix (consul in 88 en 80, dictator 82-79)           | Lucius Cornelius Sulla Felix (consul in 88 en 80, dictator 82-79) | Lucius Cornelius Sulla Felix (consul in 88 en 80, dictator 82-79) | Lucius Cornelius Sulla Felix (consul in 88 en 80, dictator 82-79) | Lucius Cornelius Sulla Felix (consul in 88 en 80, dictator 82-79) | Lucius Cornelius Sulla Felix (consul in 88 en 80, dictator 82-79) |                                                |                                                | Caecilia Metella Dalmatica                     | Caecilia Metella Dalmatica                     | Caecilia Metella Dalmatica | Caecilia Metella Dalmatica | Caecilia Metella Dalmatica | Caecilia Metella Dalmatica |                         |                         |                         |                         |  |  |                                          |                                          |                                          |                                          |                                          |                                          |  |  |                |                |                 |                 |                 |                 |                 |                 |                                        |                                        |                                        |                                        |                                        |                                        |                        |                        |  |  | Servius Cornelius Sulla                 | Servius Cornelius Sulla                 | Servius Cornelius Sulla                 | Servius Cornelius Sulla                 | Servius Cornelius Sulla                 | Servius Cornelius Sulla                 |  |  |  |  | Cornelia                                          | Cornelia                                          | Cornelia                                          | Cornelia                                          | Cornelia                                          | Cornelia                                          |  |  |  |  |  |  |  |  |  |  |
|                              |                              |                              |                              | Ilia/Iulia                   | Ilia/Iulia                   | Ilia/Iulia | Ilia/Iulia | Ilia/Iulia          | Ilia/Iulia          |                     |                     | Lucius Cornelius Sulla Felix (consul in 88 en 80, dictator 82-79)           | Lucius Cornelius Sulla Felix (consul in 88 en 80, dictator 82-79) | Lucius Cornelius Sulla Felix (consul in 88 en 80, dictator 82-79) | Lucius Cornelius Sulla Felix (consul in 88 en 80, dictator 82-79) | Lucius Cornelius Sulla Felix (consul in 88 en 80, dictator 82-79) | Lucius Cornelius Sulla Felix (consul in 88 en 80, dictator 82-79) |                                                |                                                | Caecilia Metella Dalmatica                     | Caecilia Metella Dalmatica                     | Caecilia Metella Dalmatica | Caecilia Metella Dalmatica | Caecilia Metella Dalmatica | Caecilia Metella Dalmatica |                         |                         |                         |                         |  |  |                                          |                                          |                                          |                                          |                                          |                                          |  |  |                |                |                 |                 |                 |                 |                 |                 |                                        |                                        |                                        |                                        |                                        |                                        |                        |                        |  |  | Servius Cornelius Sulla                 | Servius Cornelius Sulla                 | Servius Cornelius Sulla                 | Servius Cornelius Sulla                 | Servius Cornelius Sulla                 | Servius Cornelius Sulla                 |  |  |  |  | Cornelia                                          | Cornelia                                          | Cornelia                                          | Cornelia                                          | Cornelia                                          | Cornelia                                          |  |  |  |  |  |  |  |  |  |  |
|                              |                              |                              |                              |                              |                              |            |            |                     |                     |                     |                     |                                                                             |                                                                   |                                                                   |                                                                   |                                                                   |                                                                   |                                                |                                                |                                                |                                                |                            |                            |                            |                            |                         |                         |                         |                         |  |  |                                          |                                          |                                          |                                          |                                          |                                          |  |  |                |                |                 |                 |                 |                 |                 |                 |                                        |                                        |                                        |                                        |                                        |                                        |                        |                        |  |  |                                         |                                         |                                         |                                         |                                         |                                         |  |  |  |  |                                                   |                                                   |                                                   |                                                   |                                                   |                                                   |  |  |  |  |  |  |  |  |  |  |
|                              |                              |                              |                              |                              |                              |            |            |                     |                     |                     |                     |                                                                             |                                                                   |                                                                   |                                                                   |                                                                   |                                                                   |                                                |                                                |                                                |                                                |                            |                            |                            |                            |                         |                         |                         |                         |  |  |                                          |                                          |                                          |                                          |                                          |                                          |  |  |                |                |                 |                 |                 |                 |                 |                 |                                        |                                        |                                        |                                        |                                        |                                        |                        |                        |  |  |                                         |                                         |                                         |                                         |                                         |                                         |  |  |  |  |                                                   |                                                   |                                                   |                                                   |                                                   |                                                   |  |  |  |  |  |  |  |  |  |  |
| Quintus Pompeius Rufus minor | Quintus Pompeius Rufus minor | Quintus Pompeius Rufus minor | Quintus Pompeius Rufus minor | Quintus Pompeius Rufus minor | Quintus Pompeius Rufus minor |            |            | Cornelia Sulla      | Cornelia Sulla      | Cornelia Sulla      | Cornelia Sulla      | Cornelia Sulla                                                              | Cornelia Sulla                                                    |                                                                   |                                                                   | Faustus Cornelius Sulla (quaestor in 54)                          | Faustus Cornelius Sulla (quaestor in 54)                          | Faustus Cornelius Sulla (quaestor in 54)       | Faustus Cornelius Sulla (quaestor in 54)       | Faustus Cornelius Sulla (quaestor in 54)       | Faustus Cornelius Sulla (quaestor in 54)       |                            |                            | Pompeia Magna              | Pompeia Magna              | Pompeia Magna           | Pompeia Magna           | Pompeia Magna           | Pompeia Magna           |  |  |                                          |                                          |                                          |                                          |                                          |                                          |  |  |                |                | Cornelia Fausta | Cornelia Fausta | Cornelia Fausta | Cornelia Fausta | Cornelia Fausta | Cornelia Fausta |                                        |                                        | Gaius Memmius Gemellus                 | Gaius Memmius Gemellus                 | Gaius Memmius Gemellus                 | Gaius Memmius Gemellus                 | Gaius Memmius Gemellus | Gaius Memmius Gemellus |  |  | Servius Cornelius Sulla (senator in 63) | Servius Cornelius Sulla (senator in 63) | Servius Cornelius Sulla (senator in 63) | Servius Cornelius Sulla (senator in 63) | Servius Cornelius Sulla (senator in 63) | Servius Cornelius Sulla (senator in 63) |  |  |  |  | Publius Cornelius Sulla (consul designatus in 65) | Publius Cornelius Sulla (consul designatus in 65) | Publius Cornelius Sulla (consul designatus in 65) | Publius Cornelius Sulla (consul designatus in 65) | Publius Cornelius Sulla (consul designatus in 65) | Publius Cornelius Sulla (consul designatus in 65) |  |  |  |  |  |  |  |  |  |  |
| Quintus Pompeius Rufus minor | Quintus Pompeius Rufus minor | Quintus Pompeius Rufus minor | Quintus Pompeius Rufus minor | Quintus Pompeius Rufus minor | Quintus Pompeius Rufus minor |            |            | Cornelia Sulla      | Cornelia Sulla      | Cornelia Sulla      | Cornelia Sulla      | Cornelia Sulla                                                              | Cornelia Sulla                                                    |                                                                   |                                                                   | Faustus Cornelius Sulla (quaestor in 54)                          | Faustus Cornelius Sulla (quaestor in 54)                          | Faustus Cornelius Sulla (quaestor in 54)       | Faustus Cornelius Sulla (quaestor in 54)       | Faustus Cornelius Sulla (quaestor in 54)       | Faustus Cornelius Sulla (quaestor in 54)       |                            |                            | Pompeia Magna              | Pompeia Magna              | Pompeia Magna           | Pompeia Magna           | Pompeia Magna           | Pompeia Magna           |  |  |                                          |                                          |                                          |                                          |                                          |                                          |  |  |                |                | Cornelia Fausta | Cornelia Fausta | Cornelia Fausta | Cornelia Fausta | Cornelia Fausta | Cornelia Fausta |                                        |                                        | Gaius Memmius Gemellus                 | Gaius Memmius Gemellus                 | Gaius Memmius Gemellus                 | Gaius Memmius Gemellus                 | Gaius Memmius Gemellus | Gaius Memmius Gemellus |  |  | Servius Cornelius Sulla (senator in 63) | Servius Cornelius Sulla (senator in 63) | Servius Cornelius Sulla (senator in 63) | Servius Cornelius Sulla (senator in 63) | Servius Cornelius Sulla (senator in 63) | Servius Cornelius Sulla (senator in 63) |  |  |  |  | Publius Cornelius Sulla (consul designatus in 65) | Publius Cornelius Sulla (consul designatus in 65) | Publius Cornelius Sulla (consul designatus in 65) | Publius Cornelius Sulla (consul designatus in 65) | Publius Cornelius Sulla (consul designatus in 65) | Publius Cornelius Sulla (consul designatus in 65) |  |  |  |  |  |  |  |  |  |  |
|                              |                              |                              |                              |                              |                              |            |            |                     |                     |                     |                     |                                                                             |                                                                   |                                                                   |                                                                   |                                                                   |                                                                   |                                                |                                                |                                                |                                                |                            |                            |                            |                            |                         |                         |                         |                         |  |  |                                          |                                          |                                          |                                          |                                          |                                          |  |  |                |                |                 |                 |                 |                 |                 |                 |                                        |                                        |                                        |                                        |                                        |                                        |                        |                        |  |  |                                         |                                         |                                         |                                         |                                         |                                         |  |  |  |  |                                                   |                                                   |                                                   |                                                   |                                                   |                                                   |  |  |  |  |  |  |  |  |  |  |
|                              |                              |                              |                              |                              |                              |            |            |                     |                     |                     |                     |                                                                             |                                                                   |                                                                   |                                                                   |                                                                   |                                                                   |                                                |                                                |                                                |                                                |                            |                            |                            |                            |                         |                         |                         |                         |  |  |                                          |                                          |                                          |                                          |                                          |                                          |  |  |                |                |                 |                 |                 |                 |                 |                 |                                        |                                        |                                        |                                        |                                        |                                        |                        |                        |  |  |                                         |                                         |                                         |                                         |                                         |                                         |  |  |  |  |                                                   |                                                   |                                                   |                                                   |                                                   |                                                   |  |  |  |  |  |  |  |  |  |  |
| Pompeia Sulla                | Pompeia Sulla                | Pompeia Sulla                | Pompeia Sulla                | Pompeia Sulla                | Pompeia Sulla                |            |            | Gaius Julius Caesar | Gaius Julius Caesar | Gaius Julius Caesar | Gaius Julius Caesar | Gaius Julius Caesar                                                         | Gaius Julius Caesar                                               |                                                                   |                                                                   | Quintus Pompeius Rufus (tribunus plebis in 52)                    | Quintus Pompeius Rufus (tribunus plebis in 52)                    | Quintus Pompeius Rufus (tribunus plebis in 52) | Quintus Pompeius Rufus (tribunus plebis in 52) | Quintus Pompeius Rufus (tribunus plebis in 52) | Quintus Pompeius Rufus (tribunus plebis in 52) |                            |                            | Faustus Cornelius Sulla    | Faustus Cornelius Sulla    | Faustus Cornelius Sulla | Faustus Cornelius Sulla | Faustus Cornelius Sulla | Faustus Cornelius Sulla |  |  | Lucius Cornelius Sulla Felix Ahenobarbus | Lucius Cornelius Sulla Felix Ahenobarbus | Lucius Cornelius Sulla Felix Ahenobarbus | Lucius Cornelius Sulla Felix Ahenobarbus | Lucius Cornelius Sulla Felix Ahenobarbus | Lucius Cornelius Sulla Felix Ahenobarbus |  |  | Cornelia Sulla | Cornelia Sulla | Cornelia Sulla  | Cornelia Sulla  | Cornelia Sulla  | Cornelia Sulla  |                 |                 | Gaius Memmius (consul suffectus in 34) | Gaius Memmius (consul suffectus in 34) | Gaius Memmius (consul suffectus in 34) | Gaius Memmius (consul suffectus in 34) | Gaius Memmius (consul suffectus in 34) | Gaius Memmius (consul suffectus in 34) |                        |                        |  |  |                                         |                                         |                                         |                                         |                                         |                                         |  |  |  |  |                                                   |                                                   |                                                   |                                                   |                                                   |                                                   |  |  |  |  |  |  |  |  |  |  |
| Pompeia Sulla                | Pompeia Sulla                | Pompeia Sulla                | Pompeia Sulla                | Pompeia Sulla                | Pompeia Sulla                |            |            | Gaius Julius Caesar | Gaius Julius Caesar | Gaius Julius Caesar | Gaius Julius Caesar | Gaius Julius Caesar                                                         | Gaius Julius Caesar                                               |                                                                   |                                                                   | Quintus Pompeius Rufus (tribunus plebis in 52)                    | Quintus Pompeius Rufus (tribunus plebis in 52)                    | Quintus Pompeius Rufus (tribunus plebis in 52) | Quintus Pompeius Rufus (tribunus plebis in 52) | Quintus Pompeius Rufus (tribunus plebis in 52) | Quintus Pompeius Rufus (tribunus plebis in 52) |                            |                            | Faustus Cornelius Sulla    | Faustus Cornelius Sulla    | Faustus Cornelius Sulla | Faustus Cornelius Sulla | Faustus Cornelius Sulla | Faustus Cornelius Sulla |  |  | Lucius Cornelius Sulla Felix Ahenobarbus | Lucius Cornelius Sulla Felix Ahenobarbus | Lucius Cornelius Sulla Felix Ahenobarbus | Lucius Cornelius Sulla Felix Ahenobarbus | Lucius Cornelius Sulla Felix Ahenobarbus | Lucius Cornelius Sulla Felix Ahenobarbus |  |  | Cornelia Sulla | Cornelia Sulla | Cornelia Sulla  | Cornelia Sulla  | Cornelia Sulla  | Cornelia Sulla  |                 |                 | Gaius Memmius (consul suffectus in 34) | Gaius Memmius (consul suffectus in 34) | Gaius Memmius (consul suffectus in 34) | Gaius Memmius (consul suffectus in 34) | Gaius Memmius (consul suffectus in 34) | Gaius Memmius (consul suffectus in 34) |                        |                        |  |  |                                         |                                         |                                         |                                         |                                         |                                         |  |  |  |  |                                                   |                                                   |                                                   |                                                   |                                                   |                                                   |  |  |  |  |  |  |  |  |  |  |

## Antieke bronnen
- Appianus, Historia Romana XII-XIII.
- pseudo-Aurelius Victor, De viris illustribus urbis Romae III.
- Cassius Dio, Historia Romana.
- Diodorus van Sicilië, Bibliotheca historica XXXIV, XXXVIII.
- Eutropius, Breviarium ab urbe condita.
- Florus, Epitome.
- Frontinus, Stratagemata.
- Livius, Ab Urbe Condita, Periochae.
- Pausanias.
- Plinius maior, Naturalis Historia.
- Plutarchus, Marius, Sulla.
- Polyaenus, Strategemata VIII 9.
- Sallustius, Bellum Iugurthinum, De Catilinae coniuratione, Historiae.
- Valerius Maximus, Facta et Dicta Memorabilia.
- Velleius Paterculus, Historia Romana II.